# Liste der Stolpersteine in Hamburg-Rotherbaum (Straßen I–Z)
Die Liste der Stolpersteine in Hamburg-Rotherbaum enthält alle Stolpersteine, die im Rahmen des gleichnamigen Kunst-Projekts von Gunter Demnig in Hamburg-Rotherbaum verlegt wurden, Straßennamen I–Z (siehe auch Straßennamen A–H). Mit ihnen soll an Opfer des Nationalsozialismus erinnert werden, die in Hamburg-Rotherbaum lebten und wirkten. Fast 20 % aller in Hamburg verlegten Stolpersteine liegen in Rotherbaum.
Diese Seite ist Teil der Liste der Stolpersteine in Hamburg, da diese mit insgesamt 7202 (Stand: Juni 2025) Steinen zu groß würde und deshalb je Stadtteil, in dem Steine verlegt wurden, eine eigene Seite angelegt wurde.
| Adresse                      | Person(en)                             | Inschrift | Bilder | Anmerkungen |
| ---------------------------- | -------------------------------------- | --- | ------ | --- |
| Johnsallee 21 ·              | Rudolph Lerdau                         | Hier wohnte Rudolph Lerdau Jg. 1863 gedemütigt/entrechtet tot 15.12.1941 |        | Eintrag auf stolpersteine-hamburg.de |
| Johnsallee 21 ·              | Henriette Münchenberg                  | Hier wohnte Henriette Münchenberg Jg. 1868 deportiert 1942 Theresienstadt 1942 Treblinka ermordet                                                                               |        | Eintrag auf stolpersteine-hamburg.de |
| Johnsallee 29 ·              | Marcus Galewski                        | Hier wohnte Marcus Galewski Jg. 1870 deportiert 1942 Theresienstadt 1944 Auschwitz ???                                                                                          |        | Eintrag auf stolpersteine-hamburg.de |
| Johnsallee 29 ·              | Selma Galewski geb. Hirschfeld         | Hier wohnte Selma Galewski geb. Hirschfeld Jg. 1880 deportiert 1942 Theresienstadt 1944 Auschwitz ???                                                                           |        | Eintrag auf stolpersteine-hamburg.de |
| Johnsallee 33 ·              | Denny Bähr                             | Hier wohnte Denny Bähr Jg. 1940 deportiert 1941 Łodz ermordet |        | Eintrag auf stolpersteine-hamburg.de |
| Johnsallee 33 ·              | Erwin Bähr                             | Hier wohnte Erwin Bähr Jg. 1907 deportiert 1941 Łodz ermordet |        | Eintrag auf stolpersteine-hamburg.de |
| Johnsallee 33 ·              | Hildegard Bähr                         | Hier wohnte Hildegard Bähr Jg. 1936 deportiert 1941 Łodz ermordet |        | Eintrag auf stolpersteine-hamburg.de |
| Johnsallee 33 ·              | Judis Bähr                             | Hier wohnte Judis Bähr Jg. 1939 deportiert 1941 Łodz ermordet |        | Eintrag auf stolpersteine-hamburg.de |
| Johnsallee 33 ·              | Rosa Bähr geb. Zloczower               | Hier wohnte Rosa Bähr geb. Zloczower Jg. 1911 deportiert 1941 Łodz ermordet |        | Eintrag auf stolpersteine-hamburg.de |
| Johnsallee 36 ·              | Sophie Benjamin                        | Hier wohnte Sophie Benjamin Jg. 1884 deportiert 1941 Minsk ermordet |        | Eintrag auf stolpersteine-hamburg.de |
| Johnsallee 39 ·              | Johanna Manheimer geb. Sarason         | Hier wohnte Johanna Manheimer geb. Sarason Jg. 1872 gedemütigt/entrechtet tot 11.10.1941 vor der Deportation                                                                    |        | Eintrag auf stolpersteine-hamburg.de |
| Johnsallee 39 ·              | Ida Sarason geb. Ascher                | Hier wohnte Ida Sarason geb. Ascher Jg. 1859 deportiert 1942 Theresienstadt ermordet 7.8.1942                                                                                   |        | Eintrag auf stolpersteine-hamburg.de Weitere Stolpersteine befinden sich am Hallerplatz 13. |
| Johnsallee 39 ·              | Nathan Mendel Sarason                  | Hier wohnte Dr. Nathan Mendel Sarason Jg. 1862 deportiert 1942 Theresienstadt ermordet 26.7.1942                                                                                |        | Eintrag auf stolpersteine-hamburg.de Zwei weitere Stolpersteine befinden sich am Hallerplatz 13. |
| Johnsallee 39 ·              | Bertha Cohn geb. Hirschfeld            | Hier wohnte Bertha Cohn geb. Hirschfeld Jg. 1871 deportiert 1942 Theresienstadt befreit                                                                                         |        | Eintrag auf stolpersteine-hamburg.de |
| Johnsallee 50 ·              | Sophie Borchardt geb. Dammann          | Hier wohnte Sophie Borchardt geb. Dammann Jg. 1861 deportiert 1942 Theresienstadt tot 22.11.1942                                                                                |        | Eintrag auf stolpersteine-hamburg.de |
| Johnsallee 50 ·              | Franziska Simmonds geb. Robertsohn     | Hier wohnte Franziska Simmonds geb. Robertsohn Jg. 1865 deportiert 1943 Theresienstadt ermordet 5.4.1944                                                                        |        | Eintrag auf stolpersteine-hamburg.de |
| Johnsallee 54 ·              | Elisabeth Westfeld geb. Delbanco       | Hier wohnte Elisabeth Westfeld geb. Delbanco Jg. 1898 deportiert 1941 Lodz/Litzmannstadt 1942 Chelmno/Kulmhof ermordet Sept. 1942                                               |        | Eintrag auf stolpersteine-hamburg.de |
| Johnsallee 63 ·              | Iwan Franck                            | Hier wohnte Iwan Franck Jg. 1875 deportiert 1941 Łodz ermordet 20.1.1942 |        | Eintrag auf stolpersteine-hamburg.de |
| Johnsallee 63 ·              | Friedrich Geussenhainer                | Hier wohnte Frederick Geussenhainer Jg. 1912 Weisse Rose ermordet im April 1945 KZ Mauthausen                                                                                   |        | Eintrag auf stolpersteine-hamburg.de Weitere Stolpersteine befinden sich an der Edmund-Siemers-Allee 1 und in Neumünster. |
| Johnsallee 65 ·              | Herbert Frank                          | Hier wohnte Herbert Frank Jg. 1884 deportiert 1943 Theresienstadt 1944 Auschwitz ermordet                                                                                       |        | Eintrag auf stolpersteine-hamburg.de |
| Johnsallee 68 ·              | Ella Michel                            | Hier wohnte Ella Michel Jg. 1920 deportiert 1943 Theresienstadt 1944 Auschwitz befreit/überlebt                                                                                 |        | Eintrag auf stolpersteine-hamburg.de wurde ausgetauscht (vorheriger Stein): Ella Michel wurde nicht im KZ Auschwitz ermordet, sondern überlebte noch die KZ Groß-Rosen und KZ Bergen-Belsen. Sie lebte bis zu ihrem Tod 2014 in Porto Alegre. |
| Johnsallee 68 ·              | Amalie Noafeldt                        | Hier wohnte Amalie Noafeldt Jg. 1881 deportiert ermordet am 9.10.1944 in Auschwitz                                                                                              |        | Eintrag auf stolpersteine-hamburg.de |
| Johnsallee 68 ·              | Hans Rosenbaum                         | Hier wohnte Hans Rosenbaum Jg. 1901 deportiert ermordet am 16.5.1944 in Auschwitz                                                                                               |        | Eintrag auf stolpersteine-hamburg.de |
| Johnsallee 68 ·              | Henriette Voss                         | Hier wohnte Henriette Voss Jg. 1883 deportiert 1942 Theresienstadt verschollen in Auschwitz                                                                                     |        | Eintrag auf stolpersteine-hamburg.de |
| Laufgraben 27 ·              | Elisabeth Menke                        | Hier wohnte Elisabeth Menke Jg. 1894 deportiert 1941 Riga-Jungfernhof ermordet                                                                                                  |        | Eintrag auf stolpersteine-hamburg.de |
| Laufgraben 37 ·              | Anita Abraham                          | Anita Abraham Jg. 1929 deportiert 1941 Łodz |        | Eintrag auf stolpersteine-hamburg.de |
| Laufgraben 37 ·              | Helga Jutta Bielefeld                  | Helga Jutta Bielefeld Jg. 1927 deportiert 1941 Łodz |        | Eintrag auf stolpersteine-hamburg.de |
| Laufgraben 37 ·              | Siegrid Dettmann                       | Siegrid Dettmann Jg. 1931 deportiert 1941 Łodz |        | Eintrag auf stolpersteine-hamburg.de |
| Laufgraben 37 ·              | Gerd Cohn                              | Gerd Cohn Jg. 1926 deportiert 1941 Minsk KZ Flossenbürg |        | Eintrag auf stolpersteine-hamburg.de |
| Laufgraben 37 ·              | Vera Cohn                              | Vera Cohn Jg. 1928 deportiert 1941 Minsk |        | Eintrag auf stolpersteine-hamburg.de |
| Laufgraben 37 ·              | Marion Krauthamer                      | Marion Krauthamer Jg. 1924 deportiert 1941 Łodz |        | Eintrag auf stolpersteine-hamburg.de |
| Laufgraben 37 ·              | Johanna Pinkus                         | Johanna Pinkus Jg. 1924 deportiert 1941 Łodz |        | Eintrag auf stolpersteine-hamburg.de |
| Laufgraben 37 ·              | Martha Rosenbaum                       | Hier wohnte Martha Rosenbaum Jg. 1889 deportiert 1943 ermordet in Auschwitz |        | Eintrag auf stolpersteine-hamburg.de |
| Laufgraben 37 ·              | Inge Weiss                             | Inge Weiss Jg. 1926 deportiert 1941 Minsk |        | Eintrag auf stolpersteine-hamburg.de |
| Laufgraben 39 ·              | Berl Meier                             | Berl Meier Jg. 1941 ermordet 1941 Łodz/Litzmannstadt |        | Eintrag auf stolpersteine-hamburg.de |
| Laufgraben 39 ·              | Günter Max Meier                       | Hier wohnte Günter Max Meier Jg. 1937 deportiert 1941 Łodz ??? |        | Eintrag auf stolpersteine-hamburg.de |
| Laufgraben 39 ·              | Hedwig Meier geb. Vogel                | Hier wohnte Hedwig Meier geb. Vogel Jg. 1908 deportiert 1941 Łodz ??? |        | Eintrag auf stolpersteine-hamburg.de |
| Laufgraben 39 ·              | Manfred Meier                          | Hier wohnte Manfred Meier Jg. 1909 deportiert 1941 Łodz ??? |        | Eintrag auf stolpersteine-hamburg.de |
| Laufgraben 39 ·              | Eduard Vogel                           | Hier wohnte Eduard Vogel Jg. 1884 ‚Schutzhaft‘ 1938 Sachsenhausen deportiert 1941 Łodz/Litzmannstadt ermordet 25.11.1943                                                        |        | Eintrag auf stolpersteine-hamburg.de |
| Laufgraben 39 ·              | Erwin Vogel                            | Hier wohnte Erwin Vogel Jg. 1915 deportiert 1941 Łodz/Litzmannstadt Auschwitz 1945 Buchenwald ermordet                                                                          |        | Eintrag auf stolpersteine-hamburg.de |
| Laufgraben 39 ·              | Lotte Vogel geb. Koretz                | Hier wohnte Lotte Vogel geb. Koretz Jg. 1910 deportiert 1941 Łodz/Litzmannstadt ermordet 3.9.1942                                                                               |        | Eintrag auf stolpersteine-hamburg.de |
| Laufgraben 39 ·              | Selly Jenny Vogel geb. Rundstein       | Hier wohnte Selly Jenny Vogel geb. Rundstein Jg. 1887 deportiert 1941 Łodz/Litzmannstadt ermordet 12.9.1942 Chelmno/Kulmhof                                                     |        | Eintrag auf stolpersteine-hamburg.de |
| Magdalenenstraße 28 ·        | Leopold Sussmann                       | Hier wohnte Leopold Sussmann Jg. 1876 1938 KZ Fuhlsbüttel deportiert 1941 Riga ???                                                                                              |        | Eintrag auf stolpersteine-hamburg.de |
| Magdalenenstraße 28 ·        | Selma Sussmann geb. Gerolstein         | Hier wohnte Selma Sussmann geb. Gerolstein Jg. 1889 deportiert 1941 Riga ??? |        | Eintrag auf stolpersteine-hamburg.de |
| Magdalenenstraße 47 ·        | Max Rosien                             | Hier wohnte Max Rosien Jg. 1886 deportiert 1942 Theresienstadt Auschwitz 1942 ermordet                                                                                          |        | Eintrag auf stolpersteine-hamburg.de |
| Martin-Luther-King-Platz 3 · | –                                      | Hier stand ein jüdisches Waisenhaus bis 1942 |        | Dieser Stolperstein ist ein Zusatzstein zu den folgenden an dieser Adresse verlegten Stolpersteinen. |
| Martin-Luther-King-Platz 3 · | Margarethe Altmann geb. Heppner        | Margarethe Altmann geb. Heppner Jg. 1896 deportiert 1941 Minsk |        | Eintrag auf stolpersteine-hamburg.de |
| Martin-Luther-King-Platz 3 · | Bela Anschlawski                       | Bela Anschlawski Jg. 1939 deportiert 1942 Auschwitz |        | Eintrag auf stolpersteine-hamburg.de |
| Martin-Luther-King-Platz 3 · | Esther Ascher                          | Esther Ascher Jg. 1928 deportiert 1942 Auschwitz |        | Eintrag auf stolpersteine-hamburg.de |
| Martin-Luther-King-Platz 3 · | Hannelore Ascher                       | Hannelore Ascher Jg. 1926 deportiert 1942 Auschwitz |        | Eintrag auf stolpersteine-hamburg.de |
| Martin-Luther-King-Platz 3 · | Ellen Ingrid Berger                    | Ellen Ingrid Berger Jg. 1924 deportiert 1942 Auschwitz |        | Eintrag auf stolpersteine-hamburg.de |
| Martin-Luther-King-Platz 3 · | Hanni Bernstein                        | Hanni Bernstein Jg. 1928 deportiert 1942 Auschwitz |        | Eintrag auf stolpersteine-hamburg.de |
| Martin-Luther-King-Platz 3 · | Karl Heinz Bloch                       | Karl Heinz Bloch Jg. 1933 deportiert 1942 Auschwitz |        | Eintrag auf stolpersteine-hamburg.de |
| Martin-Luther-King-Platz 3 · | Hildegard Cohen                        | Hildegard Cohen Jg. 1900 deportiert 1942 Auschwitz |        | Eintrag auf stolpersteine-hamburg.de |
| Martin-Luther-King-Platz 3 · | Nathan Dan Croner                      | Nathan Dan Croner Jg. 1939 deportiert 1942 Auschwitz |        | Eintrag auf stolpersteine-hamburg.de |
| Martin-Luther-King-Platz 3 · | Heinz Dessau                           | Heinz Dessau Jg. 1930 deportiert 1941 Riga |        | Eintrag auf stolpersteine-hamburg.de |
| Martin-Luther-King-Platz 3 · | Zita Feldmann                          | Zita Feldmann Jg. 1938 deportiert 1942 Auschwitz |        | Eintrag auf stolpersteine-hamburg.de |
| Martin-Luther-King-Platz 3 · | Jacob Fertig                           | Jacob Fertig Jg. 1927 deportiert 1942 Auschwitz |        | Eintrag auf stolpersteine-hamburg.de |
| Martin-Luther-King-Platz 3 · | Hans Frost                             | Hans Frost Jg. 1927 deportiert 1941 Minsk |        | Eintrag auf stolpersteine-hamburg.de |
| Martin-Luther-King-Platz 3 · | Alice Gramm                            | Alice Gramm Jg. 1908 deportiert 1942 Auschwitz |        | Eintrag auf stolpersteine-hamburg.de |
| Martin-Luther-King-Platz 3 · | Else Grunert geb. Mayer                | Else Grunert geb. Mayer Jg. 1891 deportiert 1942 Auschwitz |        | Eintrag auf stolpersteine-hamburg.de |
| Martin-Luther-King-Platz 3 · | Julius Hamburger                       | Julius Hamburger Jg. 1910 deportiert 1942 Auschwitz |        | Eintrag auf stolpersteine-hamburg.de |
| Martin-Luther-King-Platz 3 · | Oskar Helle                            | Oskar Helle Jg. 1933 deportiert 1941 Minsk |        | Eintrag auf stolpersteine-hamburg.de ein weiterer Stein für Oskar Helle siehe Fruchtallee 115 |
| Martin-Luther-King-Platz 3 · | Julius Hermannsen                      | Julius Hermannsen Jg. 1930 deportiert 1941 Łodz |        | Eintrag auf stolpersteine-hamburg.de |
| Martin-Luther-King-Platz 3 · | Rebecca Hermannsen                     | Rebecca Hermannsen Jg. 1927 deportiert 1941 Łodz |        | Eintrag auf stolpersteine-hamburg.de |
| Martin-Luther-King-Platz 3 · | Elchanan Jarecki                       | Elchanan Jarecki Jg. 1936 deportiert 1942 Theresienstadt 1944 Auschwitz |        | Eintrag auf stolpersteine-hamburg.de Ein weiterer Stolperstein befindet sich in Hamburg-Harvestehude. |
| Martin-Luther-King-Platz 3 · | Bertha Kleve geb. Schlesinger          | Bertha Kleve geb. Schlesinger Jg. 1889 deportiert 1942 Auschwitz |        | Eintrag auf stolpersteine-hamburg.de |
| Martin-Luther-King-Platz 3 · | Erwin Kopf                             | Erwin Kopf Jg. 1932 deportiert 1941 Łodz |        | Eintrag auf stolpersteine-hamburg.de |
| Martin-Luther-King-Platz 3 · | Peter Kopf                             | Peter Kopf Jg. 1929 deportiert 1941 Łodz 1942 weiterdeportiert |        | Eintrag auf stolpersteine-hamburg.de |
| Martin-Luther-King-Platz 3 · | Manfred Krauthamer                     | Manfred Krauthamer Jg. 1928 deportiert 1942 Auschwitz |        | Eintrag auf stolpersteine-hamburg.de |
| Martin-Luther-King-Platz 3 · | John Löw                               | John Löw Jg. 1924 deportiert 1941 Riga |        | Eintrag auf stolpersteine-hamburg.de |
| Martin-Luther-King-Platz 3 · | Gerda Polak                            | Gerda Polak Jg. 1929 deportiert 1942 Auschwitz |        | Eintrag auf stolpersteine-hamburg.de |
| Martin-Luther-King-Platz 3 · | Inge Polak                             | Inge Polak Jg. 1927 deportiert 1942 Auschwitz |        | Eintrag auf stolpersteine-hamburg.de |
| Martin-Luther-King-Platz 3 · | Erich Rosenberg                        | Erich Rosenberg Jg. 1924 deportiert 1941 Riga |        | Eintrag auf stolpersteine-hamburg.de |
| Martin-Luther-King-Platz 3 · | Mirjam Rothschild                      | Mirjam Rothschild Jg. 1933 deportiert 1942 Auschwitz |        | Eintrag auf stolpersteine-hamburg.de |
| Martin-Luther-King-Platz 3 · | Regine Rothschild                      | Regine Rothschild Jg. 1928 deportiert 1942 Auschwitz |        | Eintrag auf stolpersteine-hamburg.de |
| Martin-Luther-King-Platz 3 · | Rafael von der Walde                   | Rafael von der Walde Jg. 1932 deportiert 1941 Minsk |        | Eintrag auf stolpersteine-hamburg.de |
| Milchstraße 4 ·              | Anna Hirsch                            | Hier wohnte Anna Hirsch Jg. 1868 deportiert 1943 Theresienstadt ermordet 19.5.1943                                                                                              |        | Eintrag auf stolpersteine-hamburg.de |
| Milchstraße 6 ·              | Liselotte Paetow                       | Hier wohnte Liselotte Paetow Jg. 1923 eingewiesen 1926 Alsterdorfer Anstalten ‚verlegt‘ 28.7.1941 Heilanstalt Langenhorn Tiegenhof ermordet 7.2.1942                            |        | Eintrag auf stolpersteine-hamburg.de |
| Milchstraße 12 ·             | Ella Budge geb. Mayer                  | Hier wohnte Ella Budge geb. Mayer Jg. 1875 KZ Fuhlsbüttel 1942 deportiert 1942 Theresienstadt ermordet 6.11.1943                                                                |        | Eintrag auf stolpersteine-hamburg.de |
| Milchstraße 12 ·             | Siegfried Budge                        | Hier wohnte Dr. Siegfried Budge Jg. 1869 entrechtet/gedemütigt tot 1.9.1941 |        | Eintrag auf stolpersteine-hamburg.de |
| Milchstraße 25 ·             | Otto Siess                             | Hier wohnte Otto Siess Jg. 1902 eingewiesen 1939 Alsterdorfer Anstalten ‚verlegt‘ 28.7.1941 Heilanstalt Langenhorn 27.11.1941 Tiegenhof ermordet 11.3.1942                      |        | Eintrag auf stolpersteine-hamburg.de |
| Mittelweg 15 ·               | Ludwig Wolff                           | Hier wohnte Ludwig Wolff Jg. 1883 'Schutzhaft' 1938 Sachsenhausen 1939 KZ Fuhlsbüttel ermordet 26.10.1939                                                                       |        | Eintrag auf stolpersteine-hamburg.de |
| Mittelweg 16 ·               | Arnold Cohn                            | Hier wohnte Arnold Cohn Jg. 1884 deportiert 1941 Minsk ??? |        | Eintrag auf stolpersteine-hamburg.de |
| Mittelweg 16 ·               | Rosa Cohn geb. Baer                    | Hier wohnte Rosa Cohn geb. Baer Jg. 1885 deportiert 1941 Minsk ??? |        | Eintrag auf stolpersteine-hamburg.de |
| Mittelweg 16 ·               | Hildegard Kaufmann geb. Meyerstein     | Hier wohnte Hildegard Kaufmann geb. Meyerstein Jg. 1891 deportiert 1941 Łodz ermordet 10.3.1943                                                                                 |        | Eintrag auf stolpersteine-hamburg.de |
| Mittelweg 16 ·               | Hannchen Rosenberg geb. Baer           | Hier wohnte Hannchen Rosenberg geb. Baer Jg. 1888 deportiert 1941 ermordet in Minsk                                                                                             |        | Eintrag auf stolpersteine-hamburg.de |
| Mittelweg 16 ·               | Sally Rosenberg                        | Hier wohnte Sally Rosenberg Jg. 1878 deportiert 1941 ermordet in Minsk |        | Eintrag auf stolpersteine-hamburg.de |
| Mittelweg 22 ·               | Gerda Ingeborg Hass                    | Hier wohnte Gerda Ingeborg Hass Jg. 1929 eingewiesen 1932 Alsterdorfer Anstalten ‚verlegt‘ 9.3.1943 Meseritz-Obrawalde ermordet 12.4.1943                                       |        | Eintrag auf stolpersteine-hamburg.de |
| Mittelweg 25 ·               | Margarethe Seligmann                   | Hier wohnte Margarethe Seligmann Jg. 1902 deportiert 1942 Theresienstadt 1944 Auschwitz ermordet                                                                                |        | Eintrag auf stolpersteine-hamburg.de |
| Mittelweg 29 ·               | Lilly Haas geb. Weichselbaum           | Hier wohnte Lilly Haas geb. Weichselbaum Jg. 1907 deportiert 1941 Łodz 1942 Chelmno ???                                                                                         |        | Eintrag auf stolpersteine-hamburg.de |
| Mittelweg 29 ·               | Manfred Haas                           | Hier wohnte Manfred Haas Jg. 1930 deportiert 1941 Łodz 1942 Chelmno ??? |        | Eintrag auf stolpersteine-hamburg.de |
| Mittelweg 29 ·               | Max Haas                               | Hier wohnte Max Haas Jg. 1895 deportiert 1941 Łodz 1942 Chelmno ??? |        | Eintrag auf stolpersteine-hamburg.de |
| Mittelweg 31 ·               | Helene Oppenheim geb. Jonas            | Hier wohnte Helene Oppenheim geb. Jonas Jg. 1889 deportiert 1941 Łodz 1942 Chelmno                                                                                              |        | Eintrag auf stolpersteine-hamburg.de |
| Mittelweg 31 ·               | Hermann Oppenheim                      | Hier wohnte Hermann Oppenheim Jg. 1895 deportiert 1941 Łodz 1942 Chelmno ??? |        | Eintrag auf stolpersteine-hamburg.de |
| Mittelweg 34 ·               | Paul Eduard Horwitz                    | Hier wohnte Paul Eduard Horwitz Jg. 1876 eingewiesen 1940 Heilanstalt Langenhorn ‚verlegt‘ 23.9.1940 Brandenburg ermordet 23.9.1940 ‚Aktion T4‘                                 |        | Eintrag auf stolpersteine-hamburg.de |
| Mittelweg 34 ·               | Antonie Horwitz                        | Hier wohnte Antonie Horwitz Jg. 1864 deportiert 1942 Theresienstadt ermordet 12.8.1942                                                                                          |        | Eintrag auf stolpersteine-hamburg.de |
| Mittelweg 118 ·              | Ernst von der Porten                   | Hier wohnte Dr. Ernst von der Porten Jg. 1884 interniert 1940 Lager Perpignan ???                                                                                               |        | Eintrag auf stolpersteine-hamburg.de |
| Mittelweg 118 ·              | Frieda von der Porten geb. Alexander   | Hier wohnte Frieda von der Porten geb. Alexander Jg. 1885 interniert 1940 Lager Perpignan ???                                                                                   |        | Eintrag auf stolpersteine-hamburg.de |
| Mittelweg 118 ·              | Friedrich Stutenbäcker                 | Hier wohnte Friedrich Stutenbäcker Jg. 1903 mehrmals verhaftet 1939 KZ Fuhlsbüttel Neuengamme ermordet 30.11.1942                                                               |        | Eintrag auf stolpersteine-hamburg.de |
| Mittelweg 118 ·              | Marianne de Zwart geb. von der Porten  | Hier wohnte Marianne de Zwart geb. von der Porten Jg. 1917 Flucht 1935 Holland interniert Westerbork deportiert 1944 Auschwitz tot Jan. 1945 Bergen-Belsen                      |        | Eintrag auf stolpersteine-hamburg.de Ein weiterer Stolperstein befindet sich in Hamburg-Harvestehude. |
| Mittelweg 146 ·              | Gustav Adamy                           | Hier wohnte Dr. Gustav Adamy Jg. 1900 Flucht in den Tod 20.3.1936 |        | Eintrag auf stolpersteine-hamburg.de |
| Mittelweg 151 ·              | Frieda Lissauer geb. Silberberg        | Hier wohnte Frieda Lissauer geb. Silberberg Jg. 1888 Flucht Holland deportiert 1943 Auschwitz ermordet                                                                          |        | Eintrag auf stolpersteine-hamburg.de |
| Mittelweg 151 ·              | Kurt Lissauer                          | Hier wohnte Kurt Lissauer Jg. 1910 Flucht Holland deportiert 1944 Theresienstadt 1944 Auschwitz ermordet                                                                        |        | Eintrag auf stolpersteine-hamburg.de |
| Mittelweg 154 ·              | Agnes Bona Wolff                       | Hier wohnte Agnes Bona Wolff Jg. 1859 deportiert 1943 Theresienstadt ermordet 3.5.1943                                                                                          |        | Eintrag auf stolpersteine-hamburg.de |
| Mittelweg 162 ·              | Margarethe Hermann geb. Pniower        | Hier wohnte Margarethe Hermann geb. Pniower Jg. 1892 deportiert 1942 Theresienstadt ermordet 17.10.1942                                                                         |        | Eintrag auf stolpersteine-hamburg.de |
| Mittelweg 162 ·              | Rosalie Pniower geb. Wolff             | Hier wohnte Rosalie Pniower geb. Wolff Jg. 1868 deportiert 1942 Theresienstadt ermordet 26.1.1944                                                                               |        | Eintrag auf stolpersteine-hamburg.de |
| Mittelweg 162 ·              | Franziska Riess geb. Pniower           | Hier wohnte Franziska Riess geb. Pniower Jg. 1889 deportiert 1942 Auschwitz ermordet                                                                                            |        | Eintrag auf stolpersteine-hamburg.de |
| Mittelweg 166 ·              | Heinrich Mehrländer                    | Hier wohnte Heinrich Mehrländer Jg. 1865 gedemütigt/entrechtet Flucht in den Tod 17.11.1941                                                                                     |        | Eintrag auf stolpersteine-hamburg.de |
| Mittelweg 169 ·              | Adolph Jacobson                        | Hier wohnte Adolph Jacobson Jg. 1870 deportiert 1942 Auschwitz ermordet |        | Eintrag auf stolpersteine-hamburg.de |
| Mittelweg 169 ·              | Käthe Jacobson                         | Hier wohnte Käthe Jacobson Jg. 1882 deportiert 1942 Auschwitz ermordet |        | Eintrag auf stolpersteine-hamburg.de |
| Mollerstraße 16 ·            | Andreas Bruck                          | Hier wohnte Andreas Bruck Jg. 1925 Flucht 1938 Australien |        | Eintrag auf stolpersteine-hamburg.de |
| Mollerstraße 16 ·            | Olga Griesbach geb. Hallenstein        | Hier wohnte Olga Griesbach geb. Hallenstein Jg. 1899 Flucht 1938 Neuseeland |        | Eintrag auf stolpersteine-hamburg.de |
| Mollerstraße 16 ·            | Walter Griesbach                       | Hier wohnte Walter Griesbach Jg. 1888 Flucht 1938 Neuseeland |        | Eintrag auf stolpersteine-hamburg.de Ein weiterer Stolperstein befindet sich in Hamburg-Eppendorf. |
| Moorweidenstraße 9 ·         | Georg Schumm                           | Hier wohnte Georg Schumm Jg. 1873 deportiert 1942 Theresienstadt ermordet 1.10.1942                                                                                             |        | Eintrag auf stolpersteine-hamburg.de |
| Moorweidenstraße 9 ·         | Hedwig Schumm geb. Moll                | Hier wohnte Hedwig Schumm geb. Moll Jg. 1877 deportiert 1942 Theresienstadt ermordet 24.2.1943                                                                                  |        | Eintrag auf stolpersteine-hamburg.de |
| Moorweidenstraße 11 ·        | Bernhard Bodenheimer                   | Hier wohnte Bernhard Bodenheimer Jg. 1895 deportiert 1942 Izbica ermordet 20.6.1942 Majdanek                                                                                    |        | Eintrag auf stolpersteine-hamburg.de |
| Moorweidenstraße 11 ·        | Reline Bodenheimer geb. Wolff          | Hier wohnte Reline Bodenheimer geb. Wolff Jg. 1868 deportiert 1942 Theresienstadt ermordet 7.2.1943                                                                             |        | Eintrag auf stolpersteine-hamburg.de |
| Moorweidenstraße 14 ·        | Bella Hutner                           | Hier wohnte Bella Hutner Jg. 1914 ausgewiesen nach Zbaszyn ??? |        | Eintrag auf stolpersteine-hamburg.de |
| Moorweidenstraße 14 ·        | Max Joseph Lehmann                     | Hier wohnte Max Joseph Lehmann Jg. 1863 deportiert 1942 Theresienstadt ermordet 18.8.1942                                                                                       |        | Eintrag auf stolpersteine-hamburg.de |
| Moorweidenstraße 15 ·        | Hermann Reis                           | Hier wohnte Hermann Reis Jg. 1872 deportiert 1942 Theresienstadt ermordet 16.2.1943                                                                                             |        | Eintrag auf stolpersteine-hamburg.de |
| Moorweidenstraße 15 ·        | Stefanie Reis geb. Schlomer            | Hier wohnte Stefanie Reis geb. Schlomer Jg. 1879 deportiert 1942 Theresienstadt ermordet 6.2.1943                                                                               |        | Eintrag auf stolpersteine-hamburg.de |
| Moorweidenstraße 18 ·        | Helene Benjamin geb. Schönheimer       | Hier wohnte Helene Benjamin geb. Schönheimer Jg. 1875 deportiert 1942 Theresienstadt ermordet 18.4.1943                                                                         |        | Eintrag auf stolpersteine-hamburg.de |
| Moorweidenstraße 22 ·        | Arthur Steindecker                     | Hier wohnte Arthur Steindecker Jg. 1883 verhaftet 1938 KZ Fuhlsbüttel 1940 Zuchthaus Fuhlsbüttel 1941 KZ Fuhlsbüttel deportiert 1941 ermordet in Riga                           |        | Eintrag auf stolpersteine-hamburg.de |
| Moorweidenstraße 22 ·        | Moses Steindecker                      | Hier wohnte Moses Steindecker Jg. 1853 deportiert 1942 Theresienstadt ermordet 17.12.1942                                                                                       |        | Eintrag auf stolpersteine-hamburg.de |
| Moorweidenstraße 24 ·        | Anita Mondschein                       | Hier wohnte Anita Mondschein Jg. 1925 Flucht 1935 Belgien interniert Mechelen deportiert 1942 ermordet in Auschwitz                                                             |        | Eintrag auf stolpersteine-hamburg.de |
| Moorweidenstraße 24 ·        | Lina Mondschein geb. Aberbach          | Hier wohnte Lina Mondschein geb. Aberbach Jg. 1894 Flucht 1935 Belgien interniert Mechelen deportiert 1942 ermordet in Auschwitz                                                |        | Eintrag auf stolpersteine-hamburg.de |
| Neue Rabenstraße 21 ·        | Elisabeth Liebeschütz                  | Hier wohnte Elisabeth Liebeschütz Jg. 1932 Flucht 1938 England |        | Eintrag auf stolpersteine-hamburg.de Der Stolperstein liegt in der Straße Alsterterrasse. |
| Neue Rabenstraße 21 ·        | Hans Liebeschütz                       | Hier wohnte Hans Liebeschütz Jg. 1893 ‚Schutzhaft‘ 1938 Sachsenhausen Flucht 1939 England                                                                                       |        | Eintrag auf stolpersteine-hamburg.de Der Stolperstein liegt in der Straße Alsterterrasse. |
| Neue Rabenstraße 21 ·        | Hugo Liebeschütz                       | Hier wohnte Hugo Liebeschütz Jg. 1929 Flucht 1938 England |        | Eintrag auf stolpersteine-hamburg.de Der Stolperstein liegt in der Straße Alsterterrasse. |
| Neue Rabenstraße 21 ·        | Rahel Liebeschütz geb. Plaut           | Hier wohnte Rahel Liebeschütz geb. Plaut Jg. 1894 Flucht 1938 England |        | Eintrag auf stolpersteine-hamburg.de Ein weiterer Stolperstein befindet sich in Hamburg-Eppendorf. Der Stolperstein liegt in der Straße Alsterterrasse.                                                                                       |
| Neue Rabenstraße 21 ·        | Wolfgang Liebeschütz                   | Hier wohnte Wolfgang Liebeschütz Jg. 1927 Flucht 1938 England |        | Eintrag auf stolpersteine-hamburg.de Der Stolperstein liegt in der Straße Alsterterrasse. |
| Neue Rabenstraße 21 ·        | Adele Plaut geb. Brach                 | Hier wohnte Adele Plaut geb. Brach Jg. 1867 Flucht 1938 England |        | Eintrag auf stolpersteine-hamburg.de Der Stolperstein liegt in der Straße Alsterterrasse. |
| Papendamm 24 ·               | Alfred Borchardt                       | Hier wohnte Alfred Borchardt Jg. 1870 deportiert 1942 Theresienstadt ermordet 19.12.1942                                                                                        |        | Eintrag auf stolpersteine-hamburg.de |
| Papendamm 24 ·               | Clara Borchardt geb. Wittmund          | Hier wohnte Clara Borchardt geb. Wittmund Jg. 1875 deportiert 1942 Theresienstadt ermordet 19.3.1944                                                                            |        | Eintrag auf stolpersteine-hamburg.de |
| Rappstraße 2 ·               | Bernhard Jacobson                      | Hier wohnte Bernhard Jacobson Jg. 1929 Flucht – Holland deportiert 1942 Auschwitz ???                                                                                           |        | Eintrag auf stolpersteine-hamburg.de |
| Rappstraße 2 ·               | Dina Jacobson                          | Hier wohnte Dina Jacobson Jg. 1923 Flucht – Holland deportiert 1942 Auschwitz ???                                                                                               |        | Eintrag auf stolpersteine-hamburg.de |
| Rappstraße 2 ·               | Ernst Jacobson                         | Hier wohnte Ernst Jacobson Jg. 1926 Flucht – Holland deportiert 1942 Auschwitz ???                                                                                              |        | Eintrag auf stolpersteine-hamburg.de |
| Rappstraße 2 ·               | Naphtali Jacobson                      | Hier wohnte Naphtali Jacobson Jg. 1896 Flucht / Holland deportiert 1942 Auschwitz ???                                                                                           |        | Eintrag auf stolpersteine-hamburg.de |
| Rappstraße 2 ·               | Sara Jacobson                          | Hier wohnte Sara Jacobson Jg. 1922 Flucht – Holland deportiert 1942 ??? |        | Eintrag auf stolpersteine-hamburg.de |
| Rappstraße 2 ·               | Anna Sekkel geb. Jacob                 | Hier wohnte Anna Sekkel geb. Jacob Jg. 1891 deportiert 1941 Riga ermordet |        | Eintrag auf stolpersteine-hamburg.de |
| Rappstraße 3 ·               | Benjamin Marchbein                     | Hier wohnte Benjamin Marchbein Jg. 1864 deportiert 1943 Theresienstadt ermordet 2.8.1943                                                                                        |        | Eintrag auf stolpersteine-hamburg.de |
| Rappstraße 3 ·               | Edith Marchbein                        | Hier wohnte Edith Marchbein Jg. 1922 deportiert 1943 Theresienstadt ermordet 1944 in Auschwitz                                                                                  |        | Eintrag auf stolpersteine-hamburg.de |
| Rappstraße 3 ·               | Elias Marchbein                        | Hier wohnte Elias Marchbein Jg. 1891 deportiert 1943 Theresienstadt ermordet 1944 in Auschwitz                                                                                  |        | Eintrag auf stolpersteine-hamburg.de |
| Rappstraße 3 ·               | Elsa Marchbein                         | Hier wohnte Elsa Marchbein Jg. 1909 deportiert 1943 Theresienstadt ermordet 1943 in Auschwitz                                                                                   |        | Eintrag auf stolpersteine-hamburg.de |
| Rappstraße 3 ·               | Ignatz Marchbein                       | Hier wohnte Ignatz Marchbein Jg. 1880 verhaftet 1942 KZ Fuhlsbüttel deportiert 1943 Theresienstadt ermordet 1944 in Auschwitz                                                   |        | Eintrag auf stolpersteine-hamburg.de |
| Rappstraße 3 ·               | Paula Marchbein geb. Kreph             | Hier wohnte Paula Marchbein geb. Kreph Jg. 1900 deportiert 1943 ermordet 1944 in Auschwitz                                                                                      |        | Eintrag auf stolpersteine-hamburg.de |
| Rappstraße 3 ·               | Sabine Marchbein geb. Rotter           | Hier wohnte Sabine Marchbein geb. Rotter Jg. 1882 deportiert 1943 Theresienstadt ermordet 4.10.1943                                                                             |        | Eintrag auf stolpersteine-hamburg.de |
| Rappstraße 3 ·               | Antonie Seidner                        | Hier wohnte Antonie Seidner Jg. 1918 ‚Polenaktion‘ 1938 Bentschen/Zbaszyn ermordet im besetzten Polen                                                                           |        | Eintrag auf stolpersteine-hamburg.de |
| Rappstraße 3 ·               | Rosa Seidner geb. Felsen               | Hier wohnte Rosa Seidner geb. Felsen Jg. 1875 ‚Polenaktion‘ 1938 Bentschen/Zbaszyn ermordet im besetzten Polen                                                                  |        | Eintrag auf stolpersteine-hamburg.de |
| Rappstraße 4 ·               | Martha Elias                           | Hier wohnte Martha Elias Jg. 1889 deportiert 1942 Theresienstadt ermordet 27.4.1944                                                                                             |        | Eintrag auf stolpersteine-hamburg.de |
| Rappstraße 6 ·               | Therese Goldschmidt                    | Hier wohnte Therese Goldschmidt Jg. 1891 deportiert 1941 ermordet in Łodz/Litzmannstadt                                                                                         |        | Eintrag auf stolpersteine-hamburg.de |
| Rappstraße 6 ·               | Amalie Hagenow geb. Braun              | Hier wohnte Amalie Hagenow geb. Braun Jg. 1885 deportiert 1941 Riga ermordet |        | Eintrag auf stolpersteine-hamburg.de |
| Rappstraße 6 ·               | Arnold Hagenow                         | Hier wohnte Arnold Hagenow Jg. 1877 deportiert 1941 Riga ermordet |        | Eintrag auf stolpersteine-hamburg.de |
| Rappstraße 6 ·               | Adolf Mandelik                         | Hier wohnte Adolf Mandelik Jg. 1877 deportiert 1941 Łodz ??? |        | Eintrag auf stolpersteine-hamburg.de |
| Rappstraße 6 ·               | Margarete Mandelik geb. Berg           | Hier wohnte Margarete Mandelik geb. Berg Jg. 1876 deportiert 1941 Łodz ??? |        | Eintrag auf stolpersteine-hamburg.de |
| Rappstraße 7 ·               | Angela Kohlstädt geb. Stiefel          | Hier wohnte Angela Kohlstädt geb. Stiefel Jg. 1872 deportiert 1942 Theresienstadt 1942 Treblinka ermordet                                                                       |        | Eintrag auf stolpersteine-hamburg.de |
| Rappstraße 7 ·               | Alfons Liebenthal                      | Hier wohnte Alfons Liebenthal Jg. 1903 deportiert 1941 Łodz 1942 Chelmno ermordet                                                                                               |        | Eintrag auf stolpersteine-hamburg.de |
| Rappstraße 7 ·               | Carmen Liebenthal geb. Kargauer        | Hier wohnte Carmen Liebenthal geb. Kargauer Jg. 1911 deportiert 1941 Łodz ermordet                                                                                              |        | Eintrag auf stolpersteine-hamburg.de |
| Rappstraße 7 ·               | Fränzel Liebenthal                     | Hier wohnte Fränzel Liebenthal Jg. 1935 deportiert 1941 Łodz ermordet |        | Eintrag auf stolpersteine-hamburg.de |
| Rappstraße 7 ·               | Salo Liebenthal                        | Hier wohnte Salo Liebenthal Jg. 1938 deportiert 1941 Łodz 1942 Chelmno ermordet                                                                                                 |        | Eintrag auf stolpersteine-hamburg.de |
| Rappstraße 7 ·               | Adolf Wolff                            | Hier wohnte Adolf Wolff Jg. 1891 verhaftet 1936 Gefängnis Hamburg 1938 Sachsenhausen 1941 KZ Fuhlsbüttel deportiert 1941 Łodz ermordet 10.2.1943                                |        | Eintrag auf stolpersteine-hamburg.de |
| Rappstraße 7 ·               | Martha Wolff geb. Stiefel              | Hier wohnte Martha Wolff geb. Stiefel Jg. 1881 deportiert 1941 Łodz ermordet 10.2.1943                                                                                          |        | Eintrag auf stolpersteine-hamburg.de |
| Rappstraße 8 ·               | Arthur Herz                            | Hier wohnte Arthur Herz Jg. 1878 deportiert 1942 Theresienstadt ermordet 7.11.1944                                                                                              |        | Eintrag auf stolpersteine-hamburg.de |
| Rappstraße 8 ·               | Sophie Peine                           | Hier wohnte Sophie Peine Jg. 1873 deportiert 1941 ermordet in Łodz/Litzmannstadt                                                                                                |        | Eintrag auf stolpersteine-hamburg.de |
| Rappstraße 8 ·               | Auguste Schloss geb. Paradis           | Hier wohnte Auguste Schloss geb. Paradis Jg. 1875 deportiert 1941 ermordet in Minsk                                                                                             |        | Eintrag auf stolpersteine-hamburg.de |
| Rappstraße 8 ·               | Michael Schloss                        | Hier wohnte Michael Schloss Jg. 1885 deportiert 1941 ermordet in Minsk |        | Eintrag auf stolpersteine-hamburg.de |
| Rappstraße 9 ·               | Selma Graulo geb. Nachtigall           | Hier wohnte Selma Graulo geb. Nachtigall Jg. 1890 gedemütigt/entrechtet Flucht in den Tod 10.2.1945                                                                             |        | Eintrag auf stolpersteine-hamburg.de |
| Rappstraße 10 ·              | Alfred Behrens                         | Hier wohnte Alfred Behrens Jg. 1935 deportiert 1941 Łodz ermordet |        | Eintrag auf stolpersteine-hamburg.de |
| Rappstraße 10 ·              | Sophie Behrens geb. Meyer              | Hier wohnte Sophie Behrens geb. Meyer Jg. 1913 deportiert 1941 Łodz ermordet |        | Eintrag auf stolpersteine-hamburg.de |
| Rappstraße 10 ·              | Uri Behrens                            | Hier wohnte Uri Behrens Jg. 1938 deportiert 1941 Łodz ermordet |        | Eintrag auf stolpersteine-hamburg.de |
| Rappstraße 10 ·              | Werner Behrens                         | Hier wohnte Werner Behrens Jg. 1910 deportiert 1941 Łodz 1944 weiterdeportiert ermordet                                                                                         |        | Eintrag auf stolpersteine-hamburg.de |
| Rappstraße 10 ·              | Bertha Brauer geb. Aschner             | Hier wohnte Bertha Brauer geb. Aschner Jg. 1899 deportiert 1942 Theresienstadt 1944 Auschwitz KZ Flossenbürg ermordet                                                           |        | Eintrag auf stolpersteine-hamburg.de |
| Rappstraße 10 ·              | Georg Brauer                           | Hier wohnte Georg Brauer Jg. 1889 deportiert 1942 Theresienstadt 1944 Auschwitz ermordet                                                                                        |        | Eintrag auf stolpersteine-hamburg.de |
| Rappstraße 10 ·              | Günther Brauer                         | Hier wohnte Günther Brauer Jg. 1925 deportiert 1942 Theresienstadt 1944 Auschwitz ermordet 26.12.1944 Dachau Außenlager Kaufering                                               |        | Eintrag auf stolpersteine-hamburg.de Ein weiterer Stolperstein befindet sich an der Dillstraße 15. |
| Rappstraße 10 ·              | Friederike Petrover geb. Falk          | Hier wohnte Friederike Petrover geb. Falk Jg. 1879 deportiert 1941 Łodz ermordet                                                                                                |        | Eintrag auf stolpersteine-hamburg.de |
| Rappstraße 10 ·              | Melitta Petrover                       | Hier wohnte Melitta Petrover Jg. 1911 deportiert 1941 Łodz ermordet |        | Eintrag auf stolpersteine-hamburg.de |
| Rappstraße 10 ·              | Moses Abraham Petrover                 | Hier wohnte Moses Abraham Petrover Jg. 1878 deportiert 1941 Łodz ermordet |        | Eintrag auf stolpersteine-hamburg.de |
| Rappstraße 10 ·              | Iwan Pincus                            | Hier wohnte Iwan Pincus Jg. 1881 deportiert 1941 Łodz/Litzmannstadt ermordet 7.5.1942                                                                                           |        | Eintrag auf stolpersteine-hamburg.de |
| Rappstraße 10 ·              | Rachel Leah Pincus geb. Caleinar       | Hier wohnte Rachel Leah Pincus geb. Caleinar Jg. 1889 gedemütigt/entrechtet tot 12.4.1941                                                                                       |        | Eintrag auf stolpersteine-hamburg.de |
| Rappstraße 12 ·              | Irma Dublon geb. Tannenberg            | Hier wohnte Irma Dublon geb. Tannenberg Jg. 1891 deportiert 1941 ermordet in Minsk                                                                                              |        | Eintrag auf stolpersteine-hamburg.de |
| Rappstraße 13 ·              | Ruth Bieber                            | Hier wohnte Ruth Bieber Jg. 1931 deportiert 1941 Minsk ??? |        | Eintrag auf stolpersteine-hamburg.de Ein weiterer Stolperstein befindet sich an der Alsterterrasse 11. |
| Rappstraße 13 ·              | Hans-Adolf Frankenthal                 | Hier wohnte Hans-Adolf Frankenthal Jg. 1925 deportiert 1943 Theresienstadt 1944 Auschwitz ermordet                                                                              |        | Eintrag auf stolpersteine-hamburg.de |
| Rappstraße 13 ·              | Siegfried Frankenthal                  | Hier wohnte Siegfried Frankenthal Jg. 1897 deportiert 1945 Theresienstadt ermordet 3.5.1945                                                                                     |        | Eintrag auf stolpersteine-hamburg.de |
| Rappstraße 13 ·              | Frieda Hoffmann geb. Charig            | Hier wohnte Frieda Hoffmann geb. Charig Jg. 1899 deportiert 1941 Minsk ermordet                                                                                                 |        | Eintrag auf stolpersteine-hamburg.de |
| Rappstraße 13 ·              | Hans Hoffmann                          | Hier wohnte Hans Hoffmann Jg. 1892 deportiert 1941 Minsk ermordet Juli 1942 |        | Eintrag auf stolpersteine-hamburg.de |
| Rappstraße 13 ·              | Walter Hoffmann                        | Hier wohnte Walter Hoffmann Jg. 1930 deportiert 1941 Minsk ermordet |        | Eintrag auf stolpersteine-hamburg.de |
| Rappstraße 13 ·              | Heimann Horwitz                        | Hier wohnte Heimann Horwitz Jg. 1867 emigriert Holland deportiert 1944 Theresienstadt ermordet 25.12.1944                                                                       |        | Eintrag auf stolpersteine-hamburg.de |
| Rappstraße 13 ·              | Minna Lazarus                          | Hier wohnte Minna Lazarus Jg. 1878 deportiert 1942 Theresienstadt ermordet 13.3.1943                                                                                            |        | Eintrag auf stolpersteine-hamburg.de |
| Rappstraße 13 ·              | Hanna Offenburg geb. Levy              | Hier wohnte Hanna Offenburg geb. Levy Jg. 1884 deportiert 1942 Theresienstadt 1944 Auschwitz                                                                                    |        | Eintrag auf stolpersteine-hamburg.de |
| Rappstraße 13 ·              | Nathan Hirsch Offenburg                | Hier wohnte Nathan Hirsch Offenburg Jg. 1866 deportiert 1942 Theresienstadt ermordet 11.5.1943                                                                                  |        | Eintrag auf stolpersteine-hamburg.de |
| Rappstraße 13 ·              | Irmgard Posner geb. Dietze             | Hier wohnte Irmgard Posner geb. Dietze Jg. 1904 deportiert 1941 Minsk ??? |        | Eintrag auf stolpersteine-hamburg.de |
| Rappstraße 13 ·              | Karl Posner                            | Hier wohnte Karl Posner Jg. 1904 KZ Flossenbürg deportiert 1941 Minsk ??? |        | Eintrag auf stolpersteine-hamburg.de |
| Rappstraße 15 ·              | Adele Friedberg geb. Goldschmidt       | Hier wohnte Adele Friedberg geb. Goldschmidt Jg. 1862 deportiert 1942 Theresienstadt ermordet 10.4.1943                                                                         |        | Eintrag auf stolpersteine-hamburg.de |
| Rappstraße 15 ·              | Bella Hirsch geb. Mendel               | Hier wohnte Bella Hirsch geb. Mendel Jg. 1896 deportiert 1941 Minsk ermordet |        | Eintrag auf stolpersteine-hamburg.de Ein weiterer Stolperstein befindet sich an der Grindelallee 134. |
| Rappstraße 15 ·              | Julie Hirsch                           | Hier wohnte Julie Hirsch Jg. 1926 deportiert 1941 Minsk ermordet |        | Eintrag auf stolpersteine-hamburg.de |
| Rappstraße 15 ·              | Leopold Hirsch                         | Hier wohnte Leopold Hirsch Jg. 1896 deportiert 1941 Minsk ermordet |        | Eintrag auf stolpersteine-hamburg.de Weitere Stolpersteine befinden sich an der Grindelallee 134 und am Grindelhof 30. |
| Rappstraße 15 ·              | Rosa Kuntzsch geb. Cohen               | Hier wohnte Rosa Kuntzsch geb. Cohen Jg. 1873 deportiert 1942 Theresienstadt ermordet 14.6.1943                                                                                 |        | Eintrag auf stolpersteine-hamburg.de |
| Rappstraße 16 ·              | Julius Bähr                            | Hier wohnte Julius Bähr Jg. 1874 deportiert 1941 Riga ??? |        | Eintrag auf stolpersteine-hamburg.de |
| Rappstraße 16 ·              | Max Fleischhauer                       | Hier wohnte Max Fleischhauer Jg. 1878 Selbstmord vor Deportation 7.11.1941 |        | Eintrag auf stolpersteine-hamburg.de |
| Rappstraße 16 ·              | Hermann Hoffmann                       | Hier wohnte Hermann Hoffmann Jg. 1913 verhaftet 1936 UG Hamburg 1938 pol. Gef. Fuhlsbüttel 1939 Buchenwald deportiert 1941 ermordet in Minsk                                    |        | Eintrag auf stolpersteine-hamburg.de |
| Rappstraße 16 ·              | Lydia Hoffmann geb. Bötzel             | Hier wohnte Lydia Hoffmann geb. Bötzel Jg. 1912 deportiert 1941 ermordet in Minsk                                                                                               |        | Eintrag auf stolpersteine-hamburg.de |
| Rappstraße 16 ·              | Sohn von Hermann und Lydia Hoffmann    | Sohn von Hermann und Lydia Jg. 1942 ermordet 1942 Minsk |        | Eintrag auf stolpersteine-hamburg.de |
| Rappstraße 16 ·              | Esther Levy                            | Hier wohnte Esther Levy Jg. 1930 deportiert 1941 Minsk ??? |        | Eintrag auf stolpersteine-hamburg.de |
| Rappstraße 16 ·              | Ottilie Robertsohn geb. Liebmann       | Hier wohnte Ottilie Robertsohn geb. Liebmann Jg. 1871 Selbstmord vor Deportation 22.7.1942                                                                                      |        | Eintrag auf stolpersteine-hamburg.de |
| Rappstraße 16 ·              | Ida Rosenberg                          | Hier wohnte Ida Rosenberg Jg. 1870 deportiert 1942 Theresienstadt ermordet 16.2.1943                                                                                            |        | Eintrag auf stolpersteine-hamburg.de |
| Rappstraße 17 ·              | Salomon Engländer                      | Hier wohnte Salomon Engländer Jg. 1873 deportiert 1943 Theresienstadt 1944 Auschwitz ermordet                                                                                   |        | Eintrag auf stolpersteine-hamburg.de |
| Rappstraße 18 ·              | Adele Katz geb. Löwenstein             | Hier wohnte Adele Katz geb. Löwenstein Jg. 1883 deportiert 1941 Minsk ermordet                                                                                                  |        | Eintrag auf stolpersteine-hamburg.de |
| Rappstraße 18 ·              | Adolf Katz                             | Hier wohnte Adolf Katz Jg. 1889 deportiert 1941 Minsk ermordet |        | Eintrag auf stolpersteine-hamburg.de |
| Rappstraße 18 ·              | Manfred Katz                           | Hier wohnte Manfred Katz Jg. 1921 deportiert 1941 Minsk ermordet |        | Eintrag auf stolpersteine-hamburg.de |
| Rappstraße 18 ·              | Mathilde Katz                          | Hier wohnte Mathilde Katz Jg. 1924 deportiert 1941 Minsk ermordet |        | Eintrag auf stolpersteine-hamburg.de |
| Rappstraße 22 ·              | Rudolf Leo Boas                        | Hier wohnte Rudolf Leo Boas Jg. 1875 eingewiesen 1937 Heilanstalt Langenhorn ‚verlegt‘ 23.9.1940 Brandenburg ermordet 23.9.1940 ‚Aktion T4‘                                     |        | Eintrag auf stolpersteine-hamburg.de |
| Rappstraße 22 ·              | Jenny Klein geb. Ruben                 | Hier wohnte Jenny Klein geb. Ruben Jg. 1890 deportiert 1941 Łodz 1942 Chelmno ???                                                                                               |        | Eintrag auf stolpersteine-hamburg.de |
| Rappstraße 22 ·              | Salomon Klein                          | Hier wohnte Dr. Salomon Klein Jg. 1898 deportiert 1941 Łodz ermordet 7.4.1942                                                                                                   |        | Eintrag auf stolpersteine-hamburg.de |
| Rappstraße 24 ·              | Adolf Cohn                             | Hier wohnte Adolf Cohn Jg. 1882 deportiert 1943 Theresienstadt 1944 Auschwitz ermordet                                                                                          |        | Eintrag auf stolpersteine-hamburg.de Ein weiterer Stolperstein befindet sich in Solingen-Mitte. |
| Rappstraße 24 ·              | Georg Cohn                             | Hier wohnte Georg Cohn Jg. 1919 Zwangsarbeit 1941 'Jüdisches Forsteinsatzlager' Schönfelde deportiert 1943 ermordet in Auschwitz                                                |        | Eintrag auf stolpersteine-hamburg.de Ein weiterer Stolperstein befindet sich in Solingen-Mitte. |
| Rappstraße 24 ·              | Martha Cohn geb. Jacob                 | Hier wohnte Martha Cohn geb. Jacob Jg. 1888 gedemütigt/entrechtet Flucht in den Tod 15.12.1941                                                                                  |        | Eintrag auf stolpersteine-hamburg.de |
| Rappstraße 24 ·              | Bertha de Haas geb. Heilbut            | Hier wohnte Bertha de Haas geb. Heilbut Jg. 1863 Flucht 1939 Holland interniert Westerbork deportiert 1943 Sobibor ermordet                                                     |        | Eintrag auf stolpersteine-hamburg.de |
| Rentzelstraße 3 ·            | Ralph Süsskind                         | Hier wohnte Ralph Süsskind Jg. 1904 deportiert 1941 Minsk ermordet |        | Eintrag auf stolpersteine-hamburg.de liegt am westlichen Ende von Nr. 1 |
| Rentzelstraße 5 ·            | Joachim Cohen                          | Hier wohnte Joachim Cohen Jg. 1922 deportiert 1942 Theresienstadt 1944 Auschwitz ermordet                                                                                       |        | Eintrag auf stolpersteine-hamburg.de liegt am westlichen Ende von Nr. 1 |
| Rentzelstraße 5 ·            | Karoline Cohen                         | Hier wohnte Karoline Cohen geb. Michaelis Jg. 1924 deportiert 1942 Theresienstadt 1944 Auschwitz ermordet                                                                       |        | Eintrag auf stolpersteine-hamburg.de liegt am westlichen Ende von Nr. 1 |
| Rentzelstraße 5 ·            | Norbert Nathan Cohen                   | Hier wohnte Norbert Nathan Cohen Jg. 1924 deportiert 1942 Theresienstadt 1944 Auschwitz ermordet                                                                                |        | Eintrag auf stolpersteine-hamburg.de liegt am westlichen Ende von Nr. 1 |
| Rentzelstraße 5 ·            | Johanna Michaelis geb. Cohn            | Hier wohnte Johanna Michaelis geb. Cohn Jg. 1874 deportiert 1942 Theresienstadt 1944 Auschwitz ermordet                                                                         |        | Eintrag auf stolpersteine-hamburg.de liegt am westlichen Ende von Nr. 1 |
| Rentzelstraße 7 ·            | Alfred Deutsch                         | Hier wohnte Alfred Deutsch Jg. 1879 deportiert 1941 Minsk ermordet |        | Eintrag auf stolpersteine-hamburg.de |
| Rentzelstraße 7 ·            | Henriette Deutsch geb. Pogerselsky     | Hier wohnte Henriette Deutsch geb. Pogerselsky Jg. 1879 deportiert 1941 Minsk ermordet                                                                                          |        | Eintrag auf stolpersteine-hamburg.de |
| Rentzelstraße 10 ·           | Beatrix Löwenthal                      | Beatrix Löwenthal Jg. 1939 geboren in Holland interniert Westerbork deportiert 1944 Theresienstadt 1944 Auschwitz ermordet                                                      |        | Eintrag auf stolpersteine-hamburg.de |
| Rentzelstraße 10 ·           | Manfred Löwenthal                      | Hier wohnte Manfred Löwenthal Jg. 1937 Flucht 1939 Holland interniert Westerbork deportiert 1944 Theresienstadt 1944 Auschwitz ermordet                                         |        | Eintrag auf stolpersteine-hamburg.de |
| Rentzelstraße 10 ·           | Rudolf Löwenthal                       | Hier wohnte Rudolf Löwenthal Jg. 1905 Flucht 1939 Holland interniert Westerbork deportiert 1944 Theresienstadt 1944 Auschwitz ermordet                                          |        | Eintrag auf stolpersteine-hamburg.de |
| Rentzelstraße 10 ·           | Wilma Löwenthal geb. Meyerson          | Hier wohnte Wilma Löwenthal geb. Meyerson Jg. 1913 Flucht 1939 Holland interniert Westerbork deportiert 1944 Theresienstadt 1944 Auschwitz ermordet                             |        | Eintrag auf stolpersteine-hamburg.de |
| Rentzelstraße 10 ·           | Max London                             | Hier wohnte Max London Jg. 1885 deportiert 1944 Theresienstadt 1944 Auschwitz ermordet                                                                                          |        | Eintrag auf stolpersteine-hamburg.de |
| Rentzelstraße 11–13 ·        | Enoch Enno Kargauer                    | Hier wohnte Enoch Enno Kargauer Jg. 1889 Flucht 1933 Holland interniert Westerbork deportiert 1943 Auschwitz ermordet 17.9.1943                                                 |        | Eintrag auf stolpersteine-hamburg.de |
| Rentzelstraße 11–13 ·        | Eva Kargauer                           | Hier wohnte Eva Kargauer geb. Posen Jg. 1864 Flucht 1934 Holland interniert Westerbork deportiert 1943 Auschwitz ermordet 17.9.1943                                             |        | Eintrag auf stolpersteine-hamburg.de |
| Rentzelstraße 11–13 ·        | Julie Margot Kargauer                  | Hier wohnte Julie Margot Kargauer verh. Chrost Jg. 1913 Flucht 1933 Holland interniert Westerbork deportiert 1944 Auschwitz ermordet 28.1.1944                                  |        | Eintrag auf stolpersteine-hamburg.de |
| Rentzelstraße 11–13 ·        | Minna Kargauer                         | Hier wohnte Minna Kargauer geb. Rosenberg Jg. 1887 Flucht 1933 Holland interniert Westerbork deportiert 1943 Auschwitz ermordet 17.9.1943                                       |        | Eintrag auf stolpersteine-hamburg.de |
| Rentzelstraße 11–13 ·        | Theodor Kargauer                       | Hier wohnte Theodor Kargauer Jg. 1915 Flucht Holland deportiert 1941 Mauthausen auf der Flucht erschossen 27.8.1941                                                             |        | Eintrag auf stolpersteine-hamburg.de |
| Rentzelstraße 14 ·           | Mary Jacobson geb. Rothenburg          | Hier wohnte Mary Jacobson geb. Rothenburg Jg. 1871 deportiert 1942 Theresienstadt 1942 Treblinka ermordet                                                                       |        | Eintrag auf stolpersteine-hamburg.de |
| Rentzelstraße 14 ·           | Siegmund Jacobson                      | Hier wohnte Siegmund Jacobson Jg. 1861 deportiert 1942 Theresienstadt 1942 Treblinka ermordet                                                                                   |        | Eintrag auf stolpersteine-hamburg.de |
| Rentzelstraße 19 ·           | Auguste Willing geb. Junge             | Hier wohnte Auguste Willing geb. Junge Jg. 1890 eingewiesen 1935 Heilanstalt Langenhorn ‚verlegt‘ 16.8.1943 Am Steinhof/Wien ermordet 14.4.1945                                 |        | Eintrag auf stolpersteine-hamburg.de Der Stein liegt vor Hausnr. 17. |
| Rentzelstraße 36 ·           | Feiwel Wohlfeiler                      | Hier wohnte Feiwel Wohlfeiler Jg. 1878 abgeschoben 1938 Zbaszyn Schicksal unbekannt                                                                                             |        | Eintrag auf stolpersteine-hamburg.de |
| Rentzelstraße 36 ·           | Heinz Wohlfeiler                       | Hier wohnte Heinz Wohlfeiler Jg. 1936 abgeschoben 1938 Zbaszyn Schicksal unbekannt                                                                                              |        | Eintrag auf stolpersteine-hamburg.de |
| Rentzelstraße 36 ·           | Hirsch Abraham Wohlfeiler              | Hier wohnte Hirsch Abraham Wohlfeiler Jg. 1902 abgeschoben 1938 Zbaszyn Schicksal unbekannt                                                                                     |        | Eintrag auf stolpersteine-hamburg.de |
| Rentzelstraße 36 ·           | Jette Wohlfeiler geb. Weissfeld        | Hier wohnte Jette Wohlfeiler geb. Weissfeld Jg. 1877 abgeschoben 1938 Zbaszyn Schicksal unbekannt                                                                               |        | Eintrag auf stolpersteine-hamburg.de |
| Rentzelstraße 36 ·           | Ingrid Wohlfeiler                      | Hier wohnte Ingrid Wohlfeiler Jg. 1933 abgeschoben 1938 Zbaszyn Schicksal unbekannt                                                                                             |        | Eintrag auf stolpersteine-hamburg.de |
| Rentzelstraße 36 ·           | Irma Wohlfeiler geb. Ephraim           | Hier wohnte Irma Wohlfeiler geb. Ephraim Jg. 1904 abgeschoben 1938 Zbaszyn Schicksal unbekannt                                                                                  |        | Eintrag auf stolpersteine-hamburg.de |
| Rothenbaumchaussee 1 ·       | Emma Meibaum geb. Metzger              | Hier wohnte Emma Meibaum geb. Metzger Jg. 1894 gedemütigt/entrechtet Flucht in den Tod 17.4.1945                                                                                |        | Eintrag auf stolpersteine-hamburg.de |
| Rothenbaumchaussee 10 ·      | Ernst Grossmann                        | Hier wohnte Ernst Grossmann Jg. 1938 deportiert 1941 ermordet in Minsk |        | Eintrag auf stolpersteine-hamburg.de |
| Rothenbaumchaussee 10 ·      | Senta Grossmann                        | Hier wohnte Senta Grossmann Jg. 1904 deportiert 1941 ermordet in Minsk |        | Eintrag auf stolpersteine-hamburg.de |
| Rothenbaumchaussee 10 ·      | Ernst Levy                             | Hier wohnte Dr. Ernst Levy Jg. 1885 deportiert Theresienstadt ??? |        | Eintrag auf stolpersteine-hamburg.de |
| Rothenbaumchaussee 17 ·      | Regina Moses geb. Israel               | Hier wohnte Regina Moses geb. Israel Jg. 1877 deportiert 1941 Riga ermordet |        | Eintrag auf stolpersteine-hamburg.de |
| Rothenbaumchaussee 26 ·      | Richard Behr                           | Hier wohnte Richard Behr Jg. 1881 verhaftet 1943 KZ Fuhlsbüttel versteckt gelebt tot an Spätfolgen                                                                              |        | Eintrag auf stolpersteine-hamburg.de |
| Rothenbaumchaussee 26 ·      | Auguste Friedburg                      | Hier wohnte Auguste Friedburg Jg. 1879 deportiert 1942 Theresienstadt ermordet 20.3.1943                                                                                        |        | Eintrag auf stolpersteine-hamburg.de |
| Rothenbaumchaussee 26 ·      | Alfred Levy                            | Hier wohnte Alfred Levy Jg. 1902 ‚Schutzhaft‘ verhaftet 5.11.1940 Gefängnis Fuhlsbüttel deportiert 1945 Theresienstadt befreit                                                  |        | Eintrag auf stolpersteine-hamburg.de |
| Rothenbaumchaussee 26 ·      | Anna Levy geb. Kahn                    | Hier wohnte Anna Levy geb. Kahn Jg. 1880 Flucht 1938 USA |        | Eintrag auf stolpersteine-hamburg.de |
| Rothenbaumchaussee 26 ·      | Carla Levy                             | Hier wohnte Carla Levy Jg. 1912 Flucht 1936 USA |        | Eintrag auf stolpersteine-hamburg.de |
| Rothenbaumchaussee 26 ·      | Heinz Levy                             | Hier wohnte Heinz Levy Jg. 1904 Flucht 1934 USA |        | Eintrag auf stolpersteine-hamburg.de |
| Rothenbaumchaussee 26 ·      | Richard Levy                           | Hier wohnte Richard Levy Jg. 1906 Flucht 1933 USA |        | Eintrag auf stolpersteine-hamburg.de |
| Rothenbaumchaussee 26 ·      | Berthold Loewy                         | Hier wohnte Dr. Berthold Loewy Jg. 1890 deportiert 1942 Theresienstadt ermordet                                                                                                 |        | Eintrag auf stolpersteine-hamburg.de |
| Rothenbaumchaussee 26 ·      | Yves Saget                             | Hier wohnte Yves Saget Jg. 1903 in der Resistance verhaftet 17.7.1943 Paris deportiert 1944 mehrere KZ ermordet 16.12.1944 Neuengamme                                           |        | Eintrag auf stolpersteine-hamburg.de |
| Rothenbaumchaussee 30 ·      | Erwin Salomon Gochsheimer              | Hier wohnte Erwin Salomon Gochsheimer Jg. 1893 deportiert 1941 ermordet in Łodz                                                                                                 |        | Eintrag auf stolpersteine-hamburg.de |
| Rothenbaumchaussee 30 ·      | Gerda Gochsheimer geb. Ascher          | Hier wohnte Gerda Gochsheimer geb. Ascher Jg. 1902 deportiert 1941 Łodz ermordet 4.3.1942                                                                                       |        | Eintrag auf stolpersteine-hamburg.de |
| Rothenbaumchaussee 30 ·      | Hans Gochsheimer                       | Hier wohnte Hans Gochsheimer Jg. 1894 deportiert 1941 ermordet in Łodz |        | Eintrag auf stolpersteine-hamburg.de |
| Rothenbaumchaussee 31 ·      | Edgar Horschitz                        | Hier wohnte Edgar Horschitz Jg. 1887 1940 KZ Fuhlsbüttel deportiert 1941 Riga ???                                                                                               |        | Eintrag auf stolpersteine-hamburg.de |
| Rothenbaumchaussee 31 ·      | Erwin Horschitz                        | Hier wohnte Erwin Horschitz Jg. 1878 1943 KZ Fuhlsbüttel deportiert 1943 Theresienstadt ermordet 31.3.1943                                                                      |        | Eintrag auf stolpersteine-hamburg.de |
| Rothenbaumchaussee 31 ·      | Jenny Landjung                         | Hier wohnte Jenny Landjung Jg. 1875 Selbstmord vor Deportation 2.12.1941 |        | Eintrag auf stolpersteine-hamburg.de |
| Rothenbaumchaussee 31 ·      | Helene Lurie geb. Edle von Mises       | Hier wohnte Helene Lurie geb. Edle von Mises Jg. 1883 deportiert 1941 Łodz ermordet 31.7.1942                                                                                   |        | Eintrag auf stolpersteine-hamburg.de |
| Rothenbaumchaussee 31 ·      | Erich Wohl                             | Hier wohnte Erich Wohl Jg. 1893 deportiert 1941 Łodz ermordet 9.8.1942 |        | Eintrag auf stolpersteine-hamburg.de |
| Rothenbaumchaussee 31 ·      | Hertha Wohl geb. Meyer                 | Hier wohnte Hertha Wohl geb. Meyer Jg. 1899 deportiert 1941 Łodz ??? |        | Eintrag auf stolpersteine-hamburg.de |
| Rothenbaumchaussee 34 ·      | Bertha Fischborn geb. Cohn             | Hier wohnte Bertha Fischborn geb. Cohn Jg. 1881 gedemütigt/entrechtet Flucht in den Tod 3.8.1943                                                                                |        | Eintrag auf stolpersteine-hamburg.de |
| Rothenbaumchaussee 34 ·      | Max Fischborn                          | Hier wohnte Max Fischborn Jg. 1879 gedemütigt/entrechtet Flucht in den Tod 3.8.1943                                                                                             |        | Eintrag auf stolpersteine-hamburg.de |
| Rothenbaumchaussee 34 ·      | Amalie Hirschbaum geb. Simon           | Hier wohnte Amalie Hirschbaum geb. Simon Jg. 1896 deportiert 1941 Minsk ermordet                                                                                                |        | Eintrag auf stolpersteine-hamburg.de |
| Rothenbaumchaussee 34 ·      | Julius Hirschbaum                      | Hier wohnte Julius Hirschbaum Jg. 1884 verhaftet 1938 KZ Fuhlsbüttel deportiert 1941 Minsk ermordet                                                                             |        | Eintrag auf stolpersteine-hamburg.de |
| Rothenbaumchaussee 43 ·      | Eduard Lassally                        | Hier wohnte Eduard Lassally Jg. 1854 verhaftet 1938 KZ Fuhlsbüttel Flucht in den Tod 17.7.1939                                                                                  |        | Eintrag auf stolpersteine-hamburg.de |
| Rothenbaumchaussee 47 ·      | Else Ida Jessurun geb. Lenkowitz       | Hier wohnte Else Ida Jessurun geb. Lenkowitz Jg. 1897 Flucht 1938 USA |        | Eintrag auf stolpersteine-hamburg.de |
| Rothenbaumchaussee 47 ·      | Eva Maria Jessurun                     | Hier wohnte Eva Maria Jessurun Jg. 1929 Flucht 1938 USA |        | Eintrag auf stolpersteine-hamburg.de |
| Rothenbaumchaussee 47 ·      | Fritz Moritz Jessurun                  | Hier wohnte Fritz Moritz Jessurun Jg. 1893 Flucht 1938 USA |        | Eintrag auf stolpersteine-hamburg.de |
| Rothenbaumchaussee 47 ·      | Hannelore Jessurun                     | Hier wohnte Hannelore Jessurun Jg. 1930 Flucht 1938 USA |        | Eintrag auf stolpersteine-hamburg.de |
| Rothenbaumchaussee 47 ·      | Leopold Paul                           | Hier wohnte Leopold Paul Jg. 1869 ‚Schutzhaft‘ 1938 KZ Fuhlsbüttel deportiert 1942 Theresienstadt 1942 Treblinka ermordet                                                       |        | Eintrag auf stolpersteine-hamburg.de |
| Rothenbaumchaussee 47 ·      | Franziska Paul geb. Meinhardt          | Hier wohnte Franziska Paul geb. Meinhardt Jg. 1877 deportiert 1942 Theresienstadt 1942 Treblinka ermordet                                                                       |        | Eintrag auf stolpersteine-hamburg.de |
| Rothenbaumchaussee 63 ·      | Catharina Braun                        | Hier wohnte Catharina Braun Jg. 1897 eingewiesen 1930 Heilanstalt Langenhorn ‚verlegt‘ 9.4.1943 Meseritz-Obrawalde ermordet 14.4.1943                                           |        | Eintrag auf stolpersteine-hamburg.de verlegt vor der Einfahrt Nr. 61 |
| Rothenbaumchaussee 67 ·      | Edgar Salom Cori                       | Hier wohnte Edgar Salom Cori Jg. 1901 Flucht Holland interniert Westerbork deportiert 1944 Buchenwald ermordet 10.5.1944                                                        |        | Eintrag auf stolpersteine-hamburg.de |
| Rothenbaumchaussee 71 ·      | Julia Leyser                           | Hier wohnte Julia Leyser Jg. 1881 deportiert 1941 Riga ermordet |        | Eintrag auf stolpersteine-hamburg.de |
| Rothenbaumchaussee 73 ·      | Hasja Arolowitsch geb. Langer          | Hier wohnte Hasja Arolowitsch geb. Langer Jg. 1898 deportiert 1941 Riga ??? |        | Eintrag auf stolpersteine-hamburg.de |
| Rothenbaumchaussee 73 ·      | Agnes Offenstadt geb. Dreyer           | Hier wohnte Agnes Offenstadt geb. Dreyer Jg. 1881 deportiert 1942 Theresienstadt ermordet 4.1.1943                                                                              |        | Eintrag auf stolpersteine-hamburg.de |
| Rothenbaumchaussee 73 ·      | Meta Vorreuter geb. Boley              | Hier wohnte Meta Vorreuter geb. Boley Jg. 1875 deportiert 1941 Riga ??? |        | Eintrag auf stolpersteine-hamburg.de |
| Rothenbaumchaussee 73 ·      | Bernhard Weinberg                      | Hier wohnte Bernhard Weinberg Jg. 1872 deportiert 1942 Theresienstadt ermordet 18.1.1943                                                                                        |        | Eintrag auf stolpersteine-hamburg.de Ein weiterer Stolperstein befindet sich in Cuxhaven. |
| Rothenbaumchaussee 73 ·      | Helene Weinheim                        | Hier wohnte Helene Weinheim Jg. 1873 deportiert 1942 Theresienstadt Minsk ???                                                                                                   |        | Eintrag auf stolpersteine-hamburg.de |
| Rothenbaumchaussee 73 ·      | Henriette Weinheim                     | Hier wohnte Henriette Weinheim Jg. 1861 deportiert 1942 Theresienstadt Minsk ???                                                                                                |        | Eintrag auf stolpersteine-hamburg.de |
| Rothenbaumchaussee 83 ·      | Alegra Benezra                         | Hier wohnte Alegra Benezra Jg. 1893 1940 KZ Fuhlsbüttel deportiert 1941 Riga ???                                                                                                |        | Eintrag auf stolpersteine-hamburg.de |
| Rothenbaumchaussee 83 ·      | Johanna Benezra geb. Mark              | Hier wohnte Johanna Benezra geb. Mark Jg. 1871 deportiert 1942 Theresienstadt 1942 Treblinka ermordet                                                                           |        | Eintrag auf stolpersteine-hamburg.de |
| Rothenbaumchaussee 83 ·      | Ida Blitz                              | Hier wohnte Ida Blitz Jg. 1884 deportiert 1941 Minsk ??? |        | Eintrag auf stolpersteine-hamburg.de |
| Rothenbaumchaussee 83 ·      | Hans Scheier                           | Hier wohnte Hans Scheier Jg. 1903 deportiert 1941 Minsk ??? |        | Eintrag auf stolpersteine-hamburg.de |
| Rothenbaumchaussee 83 ·      | Ilma Hedwig Scheier                    | Hier wohnte Ilma Hedwig Scheier Jg. 1934 deportiert 1941 Minsk ??? |        | Eintrag auf stolpersteine-hamburg.de |
| Rothenbaumchaussee 83 ·      | Käthe Scheier geb. Oberschützky        | Hier wohnte Käthe Scheier geb. Oberschützky Jg. 1903 deportiert 1941 Minsk ???                                                                                                  |        | Eintrag auf stolpersteine-hamburg.de |
| Rothenbaumchaussee 83 ·      | Arnold Singer                          | Hier wohnte Arnold Singer Jg. 1886 ‚Schutzhaft‘ 1938 Sachsenhausen verhaftet 1940 Berlin 'Rassenschande' Zuchthaus Luckau deportiert 1942 Auschwitz ermordet 28.12.1942         |        | Eintrag auf stolpersteine-hamburg.de |
| Rothenbaumchaussee 91 ·      | Julius Paul Elkan                      | Hier wohnte Julius Paul Elkan Jg. 1871 deportiert 1943 Theresienstadt ermordet 28.4.1943                                                                                        |        | Eintrag auf stolpersteine-hamburg.de |
| Rothenbaumchaussee 91 ·      | Klara Grünewald geb. Frank             | Hier wohnte Klara Grünewald geb. Frank Jg. 1883 deportiert 1943 Theresienstadt 1944 Auschwitz ???                                                                               |        | Eintrag auf stolpersteine-hamburg.de |
| Rothenbaumchaussee 91 ·      | Peter Harlam                           | Hier wohnte Peter Harlam Jg. 1928 deportiert 1941 Łodz/Litzmannstadt 1942 Chelmno/Kulmhof ermordet                                                                              |        | Eintrag auf stolpersteine-hamburg.de |
| Rothenbaumchaussee 91 ·      | Sally Harlam                           | Hier wohnte Sally Harlam Jg. 1889 deportiert 1941 Łodz/Litzmannstadt ermordet 1942 Chelmno/Kulmhof                                                                              |        | Eintrag auf stolpersteine-hamburg.de |
| Rothenbaumchaussee 91 ·      | Selma Harlam geb. Koopmann             | Hier wohnte Selma Harlam geb. Koopmann Jg. 1892 deportiert 1941 Łodz/Litzmannstadt 1942 Chelmno/Kulmhof ermordet                                                                |        | Eintrag auf stolpersteine-hamburg.de |
| Rothenbaumchaussee 91 ·      | Walter Harlam                          | Hier wohnte Walter Harlam Jg. 1926 deportiert 1941 Łodz/Litzmannstadt 1942 Chelmno/Kulmhof ermordet                                                                             |        | Eintrag auf stolpersteine-hamburg.de |
| Rothenbaumchaussee 91 ·      | Edith Meyer geb. Grünewald             | Hier wohnte Edith Meyer geb. Grünewald Jg. 1906 deportiert 1943 Theresienstadt 1944 Auschwitz-Stutthof tot 24.11.1944                                                           |        | Eintrag auf stolpersteine-hamburg.de |
| Rothenbaumchaussee 91 ·      | Caroline Oppenheimer                   | Hier wohnte Caroline Oppenheimer Jg. 1872 deportiert 1942 Theresienstadt ermordet 4.8.1942                                                                                      |        | Eintrag auf stolpersteine-hamburg.de |
| Rothenbaumchaussee 91 ·      | Margaret Mathilde Oppenheimer          | Hier wohnte Margaret Mathilde Oppenheimer Jg. 1874 deportiert 1942 Theresienstadt ermordet 12.3.1944                                                                            |        | Eintrag auf stolpersteine-hamburg.de |
| Rothenbaumchaussee 95 ·      | Oscar Bernhardt                        | Hier wohnte Oscar Bernhardt Jg. 1878 Flucht 1936 Holland interniert deportiert 1944 Auschwitz ermordet                                                                          |        | Eintrag auf stolpersteine-hamburg.de |
| Rothenbaumchaussee 99 ·      | Hildegard Michelson geb. Michelson     | Hier wohnte Hildegard Michelson geb. Michelson Jg. 1904 Flucht Frankreich interniert Drancy deportiert 1943 Auschwitz ermordet                                                  |        | Eintrag auf stolpersteine-hamburg.de |
| Rothenbaumchaussee 99 ·      | Lilly Michelson                        | Hier wohnte Lilly Michelson Jg. 1900 eingewiesen 1940 Landesanstalt Brandenburg ermordet 30.1.1941                                                                              |        | Eintrag auf stolpersteine-hamburg.de |
| Rothenbaumchaussee 99 ·      | Margarethe Michelson geb. Leeser       | Hier wohnte Margarethe Michelson geb. Leeser Jg. 1877 deportiert 1942 Theresienstadt ermordet 18.10.1942                                                                        |        | Eintrag auf stolpersteine-hamburg.de |
| Rothenbaumchaussee 99 ·      | Wally Michelson geb. Frank             | Hier wohnte Wally Michelson geb. Frank Jg. 1880 deportiert 1942 Riga ermordet 8.9.1942                                                                                          |        | Eintrag auf stolpersteine-hamburg.de |
| Rothenbaumchaussee 101 ·     | Else Blumann                           | Hier wohnte Else Blumann Jg. 1892 deportiert 1941 ermordet in Minsk |        | Eintrag auf stolpersteine-hamburg.de |
| Rothenbaumchaussee 101 ·     | Helene Blumann                         | Hier wohnte Helene Blumann Jg. 1885 deportiert 1941 ermordet in Minsk |        | Eintrag auf stolpersteine-hamburg.de |
| Rothenbaumchaussee 101 ·     | Ida Blumann                            | Hier wohnte Ida Blumann Jg. 1889 deportiert 1941 ermordet in Minsk |        | Eintrag auf stolpersteine-hamburg.de |
| Rothenbaumchaussee 101 ·     | Bertha Herz                            | Hier wohnte Bertha Herz Jg. 1900 eingewiesen Heilanstalt Langenhorn ‚verlegt‘ 23.9.1940 Landes-Pflegeanstalt Brandenburg ermordet 23.9.1940 Aktion T4                           |        | Eintrag auf stolpersteine-hamburg.de |
| Rothenbaumchaussee 101 ·     | Walter Herz                            | Hier wohnte Walter Herz Jg. 1899 eingewiesen 1940 Heilanstalt Langenhorn ‚verlegt‘ 23.9.1940 Landes-Pflegeanstalt Brandenburg ermordet 23.9.1940 Aktion T4                      |        | Eintrag auf stolpersteine-hamburg.de |
| Rothenbaumchaussee 101 ·     | Bertha Schmulowitz geb. Schur          | Hier wohnte Bertha Schmulowitz geb. Schur Jg. 1894 Flucht 1939 Lettland ermordet in Riga                                                                                        |        | Eintrag auf stolpersteine-hamburg.de |
| Rothenbaumchaussee 101 ·     | Salomon Schmulowitz                    | Hier wohnte Salomon Schmulowitz Jg. 1895 Flucht 1939 Lettland ermordet in Riga                                                                                                  |        | Eintrag auf stolpersteine-hamburg.de |
| Rothenbaumchaussee 101 ·     | Walter Schmulowitz                     | Hier wohnte Walter Schmulowitz Jg. 1924 Flucht 1939 Lettland ermordet in Riga                                                                                                   |        | Eintrag auf stolpersteine-hamburg.de |
| Rothenbaumchaussee 103 ·     | Rosa Rothenburg                        | Hier wohnte Rosa Rothenburg Jg. 1866 deportiert 1942 Theresienstadt 1942 Treblinka ermordet                                                                                     |        | Eintrag auf stolpersteine-hamburg.de |
| Rothenbaumchaussee 103 ·     | Dora Rothstein geb. Steingut           | Hier wohnte Dora Rothstein geb. Steingut Jg. 1891 deportiert 1941 Łodz/Litzmannstadt ermordet                                                                                   |        | Eintrag auf stolpersteine-hamburg.de |
| Rothenbaumchaussee 109 ·     | Hertha Sommer                          | Hier wohnte Hertha Sommer Jg. 1888 deportiert 1941 ermordet in Minsk |        | Eintrag auf stolpersteine-hamburg.de |
| Rutschbahn 3 ·               | Heinz Wertheimer                       | Hier wohnte Heinz Wertheimer Jg. 1935 Flucht 1937 Holland interniert deportiert 1943 Auschwitz ermordet                                                                         |        | Eintrag auf stolpersteine-hamburg.de |
| Rutschbahn 3 ·               | Isaak Wertheimer                       | Hier wohnte Isaak Wertheimer Jg. 1898 Flucht 1937 Holland interniert deportiert 1943 Auschwitz ermordet                                                                         |        | Eintrag auf stolpersteine-hamburg.de |
| Rutschbahn 3 ·               | Marion Wertheimer                      | Hier wohnte Marion Wertheimer Jg. 1933 Flucht 1937 Holland interniert deportiert 1943 Auschwitz ermordet                                                                        |        | Eintrag auf stolpersteine-hamburg.de |
| Rutschbahn 3 ·               | Ruth Wertheimer geb. Cohen             | Hier wohnte Ruth Wertheimer geb. Cohen Jg. 1913 Flucht 1937 Holland interniert deportiert 1943 Auschwitz ermordet                                                               |        | Eintrag auf stolpersteine-hamburg.de |
| Rutschbahn 5 ·               | Bernhard Glück                         | Hier wohnte Bernhard Glück Jg. 1938 deportiert 1941 Łodz weiterdep. 1942 ??? |        | Eintrag auf stolpersteine-hamburg.de |
| Rutschbahn 5 ·               | Hildegard Glück geb. Oppenheim         | Hier wohnte Hildegard Glück geb. Oppenheim Jg. 1912 deportiert 1941 Łodz weiterdep. 1942 ???                                                                                    |        | Eintrag auf stolpersteine-hamburg.de |
| Rutschbahn 5 ·               | Siegmund Glück                         | Hier wohnte Siegmund Glück Jg. 1909 ‚Polenaktion‘ 1938 Bentschen/Zbaszyn ‚Schutzhaft‘ 1940 Sachsenhausen deportiert 1942 Auschwitz ermordet 10.12.1942                          |        | Eintrag auf stolpersteine-hamburg.de |
| Rutschbahn 7 ·               | Albert Kaufmann                        | Hier wohnte Albert Kaufmann Jg. 1894 deportiert 1941 Minsk ??? |        | Eintrag auf stolpersteine-hamburg.de |
| Rutschbahn 7 ·               | Herta Kaufmann geb. Mendel             | Hier wohnte Herta Kaufmann geb. Mendel Jg. 1905 deportiert 1941 Minsk ??? |        | Eintrag auf stolpersteine-hamburg.de |
| Rutschbahn 7 ·               | Willy Mendel                           | Hier wohnte Willy Mendel Jg. 1879 verhaftet 13.9.1939 KZ Fuhlsbüttel Flucht 1941 Ungarn Schicksal unbekannt                                                                     |        | Eintrag auf stolpersteine-hamburg.de |
| Rutschbahn 7 ·               | Ida Seligmann geb. Rosendorff          | Hier wohnte Ida Seligmann geb. Rosendorff Jg. 1858 deportiert 1943 Theresienstadt ermordet 11.7.1943                                                                            |        | Eintrag auf stolpersteine-hamburg.de |
| Rutschbahn 7 ·               | Helene Streit geb. Blättner            | Hier wohnte Helene Streit geb. Blättner Jg. 1878 deportiert 1942 Theresienstadt 1944 Auschwitz ermordet                                                                         |        | Eintrag auf stolpersteine-hamburg.de |
| Rutschbahn 7 ·               | Ludwig Streit                          | Hier wohnte Ludwig Streit Jg. 1879 deportiert 1942 Theresienstadt ermordet 22.11.1943                                                                                           |        | Eintrag auf stolpersteine-hamburg.de |
| Rutschbahn 8 ·               | Amalie Gerechter geb. Borek            | Hier wohnte Amalie Gerechter geb. Borek Jg. 1871 deportiert 1941 Riga ??? |        | Eintrag auf stolpersteine-hamburg.de |
| Rutschbahn 8 ·               | Bernhard Gerechter                     | Hier wohnte Bernhard Gerechter Jg. 1897 deportiert 1941 Riga ??? |        | Eintrag auf stolpersteine-hamburg.de |
| Rutschbahn 10 ·              | Franz Josef Czeniek                    | Hier wohnte Franz Josef Czeniek Jg. 1875 Behandlung verweigert tot 11.8.1944 Hafenkrankenhaus                                                                                   |        | Eintrag auf stolpersteine-hamburg.de |
| Rutschbahn 10 ·              | Lina Czeniek geb. Henoch               | Hier wohnte Lina Czeniek geb. Henoch Jg. 1886 deportiert 1945 Theresienstadt befreit                                                                                            |        | Eintrag auf stolpersteine-hamburg.de |
| Rutschbahn 11 ·              | Ilse Dotsch geb. Stoppelman            | Hier wohnte Ilse Dotsch geb. Stoppelman Jg. 1918 Flucht Holland 1938 deportiert 1943 Sobibor ermordet                                                                           |        | Eintrag auf stolpersteine-hamburg.de |
| Rutschbahn 11 ·              | Malka Goldberg                         | Hier wohnte Malka Goldberg Jg. 1869 deportiert 1942 Auschwitz ermordet |        | Eintrag auf stolpersteine-hamburg.de |
| Rutschbahn 11 ·              | Hanna Heimann geb. Schlesinger         | Hier wohnte Hanna Heimann geb. Schlesinger Jg. 1863 deportiert 1942 Theresienstadt ermordet 6.9.1942                                                                            |        | Eintrag auf stolpersteine-hamburg.de |
| Rutschbahn 11 ·              | Klara Jacobsen geb. Löwenstein         | Hier wohnte Klara Jacobsen geb. Löwenstein Jg. 1902 deportiert 1942 ermordet in Auschwitz                                                                                       |        | Eintrag auf stolpersteine-hamburg.de |
| Rutschbahn 11 ·              | Ludwig Jacobsen                        | Hier wohnte Ludwig Jacobsen Jg. 1900 deportiert 1941 Minsk ??? |        | Eintrag auf stolpersteine-hamburg.de |
| Rutschbahn 11 ·              | Beer Lambig                            | Hier wohnte Beer Lambig Jg. 1876 ‚Polenaktion‘ 1938 Bentschen/Zbaszyn ermordet in Auschwitz                                                                                     |        | Eintrag auf stolpersteine-hamburg.de |
| Rutschbahn 11 ·              | Leo Lambig                             | Hier wohnte Leo Lambig Jg. 1900 ‚Polenaktion‘ 1938 Bentschen/Zbaszyn ermordet in Auschwitz                                                                                      |        | Eintrag auf stolpersteine-hamburg.de |
| Rutschbahn 11 ·              | Pescha Lambig geb. Goldberg            | Hier wohnte Pescha Lambig geb. Goldberg Jg. 1891 ‚Polenaktion‘ 1938 Bentschen/Zbaszyn Schicksal unbekannt                                                                       |        | Eintrag auf stolpersteine-hamburg.de |
| Rutschbahn 11 ·              | Samuel Lambig                          | Hier wohnte Samuel Lambig Jg. 1897 ‚Polenaktion‘ 1938 Bentschen/Zbaszyn ermordet in Auschwitz                                                                                   |        | Eintrag auf stolpersteine-hamburg.de |
| Rutschbahn 11 ·              | Senta Lambig                           | Hier wohnte Senta Lambig Jg. 1921 ‚Polenaktion‘ 1938 Bentschen/Zbaszyn Schicksal unbekannt                                                                                      |        | Eintrag auf stolpersteine-hamburg.de |
| Rutschbahn 11 ·              | Augusta Szpigiel                       | Hier wohnte Augusta Szpigiel Jg. 1907 deportiert 1941 Łodz ??? |        | Eintrag auf stolpersteine-hamburg.de |
| Rutschbahn 11 ·              | Manuel Staub                           | Hier wohnte Manuel Staub Jg. 1868 deportiert 1943 ermordet 12.5.1943 Theresienstadt                                                                                             |        | Eintrag auf stolpersteine-hamburg.de |
| Rutschbahn 11 ·              | Gerson Stoppelman                      | Hier wohnte Gerson Stoppelman Jg. 1879 Flucht Holland 1938 deportiert 1942 Auschwitz ermordet                                                                                   |        | Eintrag auf stolpersteine-hamburg.de |
| Rutschbahn 12 ·              | Bernhard Hirsch                        | Hier wohnte Bernhard Hirsch Jg. 1876 deportiert 1941 Minsk ermordet |        | Eintrag auf stolpersteine-hamburg.de |
| Rutschbahn 12 ·              | Heinz Hirsch                           | Hier wohnte Heinz Hirsch Jg. 1935 deportiert 1941 Minsk ermordet |        | Eintrag auf stolpersteine-hamburg.de |
| Rutschbahn 12 ·              | Martha Hirsch geb. Oppenheim           | Hier wohnte Martha Hirsch geb. Oppenheim Jg. 1886 deportiert 1941 Minsk ermordet                                                                                                |        | Eintrag auf stolpersteine-hamburg.de |
| Rutschbahn 12 ·              | Ruth Hirsch                            | Hier wohnte Ruth Hirsch Jg. 1913 deportiert 1941 Minsk ermordet |        | Eintrag auf stolpersteine-hamburg.de |
| Rutschbahn 15 ·              | Jacob Blankenstein                     | Hier wohnte Jacob Blankenstein Jg. 1884 deportiert 1941 Minsk ??? |        | Eintrag auf stolpersteine-hamburg.de |
| Rutschbahn 15 ·              | Sophie Blankenstein geb. Polak         | Hier wohnte Sophie Blankenstein geb. Polak Jg. 1890 deportiert 1941 Minsk ???                                                                                                   |        | Eintrag auf stolpersteine-hamburg.de |
| Rutschbahn 15 ·              | Heinz Heymann                          | Hier wohnte Heinz Heymann Jg. 1907 deportiert 1941 Łodz ??? |        | Eintrag auf stolpersteine-hamburg.de |
| Rutschbahn 15 ·              | Elisabeth Silbiger geb. Gerson         | Hier wohnte Elisabeth Silbiger geb. Gerson Jg. 1913 deportiert 1941 Minsk ???                                                                                                   |        | Eintrag auf stolpersteine-hamburg.de |
| Rutschbahn 15 ·              | Hermann Silbiger                       | Hier wohnte Hermann Silbiger Jg. 1908 deportiert 1941 Minsk ??? |        | Eintrag auf stolpersteine-hamburg.de |
| Rutschbahn 15 ·              | Frieda Warneck geb. Jacob              | Hier wohnte Frieda Warneck geb. Jacob Jg. 1884 deportiert 1941 Riga ermordet |        | Eintrag auf stolpersteine-hamburg.de |
| Rutschbahn 15 ·              | Ruth Warneck                           | Hier wohnte Ruth Warneck Jg. 1920 deportiert 1941 Riga 1944 Stutthof ermordet                                                                                                   |        | Eintrag auf stolpersteine-hamburg.de |
| Rutschbahn 18 ·              | Ida Schönstädt geb. Schloss            | Hier wohnte Ida Schönstädt geb. Schloss Jg. 1880 deportiert 1942 Theresienstadt 1942 Treblinka ermordet                                                                         |        | Eintrag auf stolpersteine-hamburg.de |
| Rutschbahn 18 ·              | Meta Schönstädt                        | Hier wohnte Meta Schönstädt Jg. 1873 deportiert 1942 Theresienstadt 1942 Treblinka ermordet                                                                                     |        | Eintrag auf stolpersteine-hamburg.de |
| Rutschbahn 18 ·              | Sally Schönstädt                       | Hier wohnte Sally Schönstädt Jg. 1869 deportiert 1942 Theresienstadt 1942 Treblinka ermordet                                                                                    |        | Eintrag auf stolpersteine-hamburg.de |
| Rutschbahn 18 ·              | Anna Saffra geb. Schönstädt            | Hier wohnte Anna Saffra geb. Schönstädt Jg. 1911 Flucht 1939 Holland deportiert 1943 Auschwitz ermordet                                                                         |        | Eintrag auf stolpersteine-hamburg.de |
| Rutschbahn 22 ·              | Hilda Glück geb. Mahler                | Hier wohnte Hilda Glück geb. Mahler Jg. 1878 ‚Polenaktion‘ 1938 Bentschen/Zbaszyn Flucht 1939 Belgien interniert Mechelen deportiert 1943 ermordet in Auschwitz                 |        | Eintrag auf stolpersteine-hamburg.de |
| Rutschbahn 22 ·              | Saraha Lippmann geb. Rosenblatt        | Hier wohnte Saraha Lippmann geb. Rosenblatt Jg. 1881 deportiert 1941 Minsk ???                                                                                                  |        | Eintrag auf stolpersteine-hamburg.de |
| Rutschbahn 22 ·              | Siegmund Lippmann                      | Hier wohnte Siegmund Lippmann Jg. 1877 deportiert 1941 Minsk ??? |        | Eintrag auf stolpersteine-hamburg.de |
| Rutschbahn 22 ·              | Bruno Wolfsberg                        | Hier wohnte Bruno Wolfsberg Jg. 1901 deportiert 1941 Minsk ??? |        | Eintrag auf stolpersteine-hamburg.de |
| Rutschbahn 22 ·              | Else Wolfsberg geb. Leisheim           | Hier wohnte Else Wolfsberg geb. Leisheim Jg. 1907 deportiert 1941 Minsk ??? |        | Eintrag auf stolpersteine-hamburg.de |
| Rutschbahn 24 ·              | Betty Berges                           | Hier wohnte Betty Berges Jg. 1890 eingewiesen 1935 Heilanstalt Langenhorn ‚verlegt‘ 23.9.1940 Brandenburg ermordet 23.9.1940 ‚Aktion T4‘                                        |        | Eintrag auf stolpersteine-hamburg.de liegt zusammen mit den Steinen zu Hausnummer 22 |
| Rutschbahn 24 ·              | Marcus Elias                           | Hier wohnte Marcus Elias Jg. 1860 in Gudensberg auf offener Straße von Nazis misshandelt tot an den Folgen Hamburg 25.11.1935                                                   |        | Eintrag auf stolpersteine-hamburg.de |
| Rutschbahn 25 ·              | Lea Erna Belzinger                     | Hier wohnte Lea Erna Belzinger Jg. 1894 eingewiesen 1940 Heilanstalt Langenhorn ‚verlegt‘ 23.9.1940 Brandenburg ermordet 23.9.1940 ‚Aktion T4‘                                  |        | Eintrag auf stolpersteine-hamburg.de links vorm Eingang von Nr. 25, auf stolpersteine-hamburg.de unter Rutschbahn 25a |
| Rutschbahn 25 ·              | Leopold Belzinger                      | Hier wohnte Leopold Belzinger Jg. 1866 deportiert 1942 ermordet 10.3.1944 Theresienstadt                                                                                        |        | Eintrag auf stolpersteine-hamburg.de links vorm Eingang von Nr. 25, auf stolpersteine-hamburg.de unter Rutschbahn 25a |
| Rutschbahn 25 ·              | Minna Belzinger geb. Cohen             | Hier wohnte Minna Belzinger geb. Cohen Jg. 1871 deportiert 1942 ermordet 6.10.1942 Theresienstadt                                                                               |        | Eintrag auf stolpersteine-hamburg.de links vorm Eingang von Nr. 25, auf stolpersteine-hamburg.de unter Rutschbahn 25a |
| Rutschbahn 25 ·              | Elise Heudenfeld geb. Simonsohn        | Hier wohnte Elise Heudenfeld geb. Simonsohn Jg. 1861 deportiert 1943 ermordet 20.3.1943 Theresienstadt                                                                          |        | Eintrag auf stolpersteine-hamburg.de links vorm Eingang von Nr. 25 |
| Rutschbahn 25 ·              | Pinkus Paul Möller                     | Hier wohnte Pinkus Paul Möller Jg. 1906 eingewiesen 1942 Jacoby’sche Anstalt Bendorf-Sayn deportiert 1942 Ghetto Krasniczyn ermordet                                            |        | Eintrag auf stolpersteine-hamburg.de links vorm Eingang von Nr. 25, auf stolpersteine-hamburg.de unter Rutschbahn 25a |
| Rutschbahn 25 ·              | Lieselotte Berghoff geb. Blumenthal    | Hier wohnte Lieselotte Berghoff geb. Blumenthal Jg. 1912 deportiert 1941 Minsk ???                                                                                              |        | Eintrag auf stolpersteine-hamburg.de rechts vorm Eingang von Nr. 25 |
| Rutschbahn 25 ·              | Ludwig Berghoff                        | Hier wohnte Ludwig Berghoff Jg. 1908 deportiert 1941 Minsk ??? |        | Eintrag auf stolpersteine-hamburg.de rechts vorm Eingang von Nr. 25 |
| Rutschbahn 25 ·              | Irma Blumenthal geb. Kahn              | Hier wohnte Irma Blumenthal geb. Kahn Jg. 1887 deportiert 1941 Minsk ??? |        | Eintrag auf stolpersteine-hamburg.de rechts vorm Eingang von Nr. 25 |
| Rutschbahn 25 ·              | Isidor Blumenthal                      | Hier wohnte Isidor Blumenthal Jg. 1885 deportiert 1941 Minsk ??? |        | Eintrag auf stolpersteine-hamburg.de rechts vorm Eingang von Nr. 25 |
| Rutschbahn 25 ·              | James Rosenstein                       | Hier wohnte James Rosenstein Jg. 1901 deportiert 1941 Minsk ??? |        | Eintrag auf stolpersteine-hamburg.de rechts vorm Eingang von Nr. 25 |
| Rutschbahn 25 ·              | Rebekka Rosenstein geb. Berghoff       | Hier wohnte Rebekka Rosenstein geb. Berghoff Jg. 1901 deportiert 1941 Minsk ???                                                                                                 |        | Eintrag auf stolpersteine-hamburg.de rechts vorm Eingang von Nr. 25 |
| Rutschbahn 25 ·              | David Schlesinger                      | Hier wohnte David Schlesinger Jg. 1924 deportiert 1941 Minsk ermordet |        | Eintrag auf stolpersteine-hamburg.de rechts vorm Eingang von Nr. 25 |
| Rutschbahn 25 ·              | Ester Schlesinger                      | Hier wohnte Ester Schlesinger Jg. 1928 deportiert 1941 Minsk ??? |        | Eintrag auf stolpersteine-hamburg.de rechts vorm Eingang von Nr. 25 |
| Rutschbahn 25a ·             | Pauline Bachrach                       | Hier wohnte Pauline Bachrach Jg. 1917 deportiert ermordet am 9.10.1944 in Auschwitz                                                                                             |        | Eintrag auf stolpersteine-hamburg.de vorm Durchgang zu Nr. 25a |
| Rutschbahn 25a ·             | Johanna Schack geb. Simon              | Hier wohnte Johanna Schack geb. Simon Jg. 1873 deportiert 1942 Theresienstadt 1942 Minsk ???                                                                                    |        | Eintrag auf stolpersteine-hamburg.de vorm Durchgang zu Nr. 25a |
| Rutschbahn 25a ·             | Max Schack                             | Hier wohnte Max Schack Jg. 1871 deportiert 1942 Theresienstadt 1942 Minsk ???                                                                                                   |        | Eintrag auf stolpersteine-hamburg.de vorm Durchgang zu Nr. 25a |
| Rutschbahn 25a ·             | Elise Sealtiel geb. Hirschfeld         | Hier wohnte Elise Sealtiel geb. Hirschfeld Jg. 1906 deportiert 1942 Theresienstadt 1944 Auschwitz ermordet                                                                      |        | Eintrag auf stolpersteine-hamburg.de vorm Durchgang zu Nr. 25a, auf stolpersteine-hamburg.de unter Rutschbahn 25 |
| Rutschbahn 25a ·             | Joseph Sealtiel                        | Hier wohnte Joseph Sealtiel Jg. 1905 deportiert 1942 Theresienstadt 1944 Auschwitz ermordet 10.3.1945 Dachau                                                                    |        | Eintrag auf stolpersteine-hamburg.de vorm Durchgang zu Nr. 25a, auf stolpersteine-hamburg.de unter Rutschbahn 25 |
| Rutschbahn 25a ·             | Judis Sealtiel                         | Hier wohnte Judis Sealtiel Jg. 1942 deportiert 1942 Theresienstadt 1944 Auschwitz ermordet                                                                                      |        | Eintrag auf stolpersteine-hamburg.de vorm Durchgang zu Nr. 25a, auf stolpersteine-hamburg.de unter Rutschbahn 25 |
| Rutschbahn 25a ·             | Heinz Wittkowsky                       | Hier wohnte Heinz Wittkowsky Jg. 1930 deportiert ermordet am 24.2.1943 in Auschwitz                                                                                             |        | Eintrag auf stolpersteine-hamburg.de vorm Durchgang zu Nr. 25a Ein weiterer Stolperstein befindet sich in Hamburg-Harburg. |
| Rutschbahn 26 ·              | Gertrud Dessau                         | Hier wohnte Gertrud Dessau Jg. 1873 eingewiesen 1911 Heilanstalt Langenhorn ‚verlegt‘ 23.9.1940 Brandenburg ermordet 23.9.1940 ‚Aktion T4‘                                      |        | Eintrag auf stolpersteine-hamburg.de |
| Rutschbahn 31 ·              | Albert Gradenwitz                      | Hier wohnte Albert Gradenwitz Jg. 1897 deportiert 1941 Minsk 1942 Plaszow 1944 Natzweiler-Struthof auf Transport nach Sachsenhausen ermordet                                    |        | Eintrag auf stolpersteine-hamburg.de |
| Rutschbahn 31 ·              | Margot Gradenwitz                      | Hier wohnte Margot Gradenwitz Jg. 1928 Kindertransport 1939 England |        | Eintrag auf stolpersteine-hamburg.de |
| Rutschbahn 31 ·              | Vera Gradenwitz                        | Hier wohnte Vera Gradenwitz geb. Zolinski Jg. 1906 eingewiesen 1940 Heilanstalt Langenhorn 1941 Jacoby’sche Anstalt Bendorf Sayn deportiert 1942 Transit-Ghetto Izbica ermordet |        | Eintrag auf stolpersteine-hamburg.de |
| Rutschbahn 31 ·              | Anna Pilatus geb. Levy                 | Hier wohnte Anna Pilatus geb. Levy Jg. 1898 deportiert 1941 ermordet in Minsk                                                                                                   |        | Eintrag auf stolpersteine-hamburg.de |
| Rutschbahn 31 ·              | Günther Pilatus                        | Hier wohnte Günther Pilatus Jg. 1931 deportiert 1941 ermordet in Minsk |        | Eintrag auf stolpersteine-hamburg.de |
| Rutschbahn 31 ·              | Moritz Pilatus                         | Hier wohnte Moritz Pilatus Jg. 1895 deportiert 1941 ermordet in Minsk |        | Eintrag auf stolpersteine-hamburg.de |
| Rutschbahn 33 ·              | Fritz Sielcer                          | Hier wohnte Fritz Sielcer Jg. 1922 deportiert 1941 Łodz ermordet 13.3.1942 |        | Eintrag auf stolpersteine-hamburg.de |
| Rutschbahn 33 ·              | Margot Sielcer                         | Hier wohnte Margot Sielcer Jg. 1923 deportiert 1941 Łodz ermordet |        | Eintrag auf stolpersteine-hamburg.de |
| Rutschbahn 33 ·              | Sally Sielcer                          | Hier wohnte Sally Sielcer Jg. 1886 deportiert 1941 ermordet 15.12.1941 Łodz |        | Eintrag auf stolpersteine-hamburg.de |
| Rutschbahn 34 ·              | Adolf Ascher                           | Hier wohnte Adolf Ascher Jg. 1875 deportiert 1942 ermordet in Auschwitz |        | Eintrag auf stolpersteine-hamburg.de |
| Rutschbahn 35 ·              | Ferdinand Daniel                       | Hier wohnte Ferdinand Daniel Jg. 1879 deportiert 1941 ermordet in Riga |        | Eintrag auf stolpersteine-hamburg.de |
| Rutschbahn 35 ·              | Jettchen Daniel geb. Katzenstein       | Hier wohnte Jettchen Daniel geb. Katzenstein Jg. 1885 deportiert 1941 ermordet in Riga                                                                                          |        | Eintrag auf stolpersteine-hamburg.de |
| Rutschbahn 35 ·              | Manfred Daniel                         | Hier wohnte Manfred Daniel Jg. 1924 deportiert 1941 ermordet in Riga |        | Eintrag auf stolpersteine-hamburg.de |
| Rutschbahn 37 ·              | Isaak Schenkolewski                    | Hier wohnte Isaak Schenkolewski Jg. 1906 Flucht – Holland deportiert 1943 Auschwitz ???                                                                                         |        | Eintrag auf stolpersteine-hamburg.de |
| Rutschbahn 37 ·              | Klara Schenkolewski geb. Marx          | Hier wohnte Klara Schenkolewski geb. Marx Jg. 1907 Flucht – Holland dep. 43 Auschwitz ermordet 23.7.1943 Sobibor                                                                |        | Eintrag auf stolpersteine-hamburg.de |
| Rutschbahn 37 ·              | Mirjam Schenkolewski                   | Hier wohnte Mirjam Schenkolewski Jg. 1934 Flucht – Holland deportiert Sobibor ???                                                                                               |        | Eintrag auf stolpersteine-hamburg.de |
| Rutschbahn 37 ·              | Moses Schenkolewski                    | Hier wohnte Moses Schenkolewski Jg. 1935 Flucht – Holland deportiert Sobibor ???                                                                                                |        | Eintrag auf stolpersteine-hamburg.de |
| Rutschbahn 37 ·              | Clementine Stein geb. Rothschild       | Hier wohnte Clementine Stein geb. Rothschild Jg. 1880 deportiert 1942 Theresienstadt 1942 Treblinka ermordet                                                                    |        | Eintrag auf stolpersteine-hamburg.de |
| Rutschbahn 37 ·              | Mathias Stein                          | Hier wohnte Mathias Stein Jg. 1874 deportiert 1942 Theresienstadt 1942 Treblinka ermordet                                                                                       |        | Eintrag auf stolpersteine-hamburg.de Ein weiterer Stolperstein befindet sich in Grindelhof 30. |
| Rutschbahn 39 ·              | Else Dessau geb. Wolff                 | Hier wohnte Else Dessau geb. Wolff Jg. 1898 deportiert 1941 ermordet in Riga |        | Eintrag auf stolpersteine-hamburg.de |
| Rutschbahn 39 ·              | Heinz Dessau                           | Hier wohnte Heinz Dessau Jg. 1930 deportiert 1941 ermordet in Riga |        | Eintrag auf stolpersteine-hamburg.de |
| Rutschbahn 40 ·              | Goldina Goldchen Nachum geb. Kaiser    | Hier wohnte Goldina Goldchen Nachum geb. Kaiser Jg. 1870 deportiert 1942 Theresienstadt ermordet in Treblinka                                                                   |        | Eintrag auf stolpersteine-hamburg.de |
| Rutschbahn 40 ·              | Sally Nachum                           | Hier wohnte Sally Nachum Jg. 1866 deportiert 1942 Theresienstadt 1942 Treblinka ermordet                                                                                        |        | Eintrag auf stolpersteine-hamburg.de |
| Rutschbahn 41 ·              | Florette Graff                         | Hier wohnte Florette Graff geb. Wagener Jg. 1867 deportiert 1943 Theresienstadt ermordet 28.10.1944                                                                             |        | Eintrag auf stolpersteine-hamburg.de |
| Rutschbahn 41 ·              | Gerd Graff                             | Hier wohnte Gerd Graff Jg. 1928 deportiert 1941 Ghetto Minsk ermordet |        | Eintrag auf stolpersteine-hamburg.de |
| Rutschbahn 41 ·              | Herta Graff geb. Jessurun              | Hier wohnte Herta Graff geb. Jessurun Jg. 1903 deportiert 1941 Ghetto Minsk ermordet                                                                                            |        | Eintrag auf stolpersteine-hamburg.de |
| Rutschbahn 41 ·              | Manfred Graff                          | Hier wohnte Manfred Graff Jg. 1901 deportiert 1941 Ghetto Minsk ermordet |        | Eintrag auf stolpersteine-hamburg.de |
| Rutschbahn 41 ·              | Franziska Mindus geb. Saalfeld         | Hier wohnte Franziska Mindus geb. Saalfeld Jg. 1886 deportiert 1941 Łodz 1942 Chelmno ermordet                                                                                  |        | Eintrag auf stolpersteine-hamburg.de |
| Rutschbahn 41 ·              | Julius Mindus                          | Hier wohnte Julius Mindus Jg. 1923 deportiert 1941 ermordet in Łodz |        | Eintrag auf stolpersteine-hamburg.de |
| Rutschbahn 41 ·              | Siegmund Mindus                        | Hier wohnte Siegmund Mindus Jg 1884 deportiert 1941 Łodz ermordet 18.3.1942 |        | Eintrag auf stolpersteine-hamburg.de |
| Rutschbahn 41 ·              | Werner Mindus                          | Hier wohnte Werner Mindus Jg. 1924 deportiert 1941 Łodz 1942 Chelmno ermordet                                                                                                   |        | Eintrag auf stolpersteine-hamburg.de |
| Schlüterstraße 5 ·           | Bela Mansfeldt                         | Hier wohnte Bela Mansfeldt Jg. 1938 deportiert 1942 Theresienstadt 1944 Auschwitz ermordet                                                                                      |        | Eintrag auf stolpersteine-hamburg.de |
| Schlüterstraße 5 ·           | Lotte Mansfeldt geb. Posner            | Hier wohnte Lotte Mansfeldt geb. Posner Jg. 1906 deportiert 1942 Theresienstadt ermordet 16.4.1943                                                                              |        | Eintrag auf stolpersteine-hamburg.de |
| Schlüterstraße 5 ·           | Günter Rosenthal                       | Hier wohnte Günter Rosenthal Jg. 1893 verhaftet 1939 Zuchthaus Bremen 1943 KZ Fuhlsbüttel deportiert 1943 Auschwitz ermordet 13.2.1943                                          |        | Eintrag auf stolpersteine-hamburg.de |
| Schlüterstraße 5 ·           | Adolf Sachsenhaus                      | Hier wohnte Adolf Sachsenhaus Jg. 1876 deportiert 1941 ermordet in Riga |        | Eintrag auf stolpersteine-hamburg.de |
| Schlüterstraße 5 ·           | Alice Sachsenhaus geb. Cohn            | Hier wohnte Alice Sachsenhaus geb. Cohn Jg. 1882 deportiert 1941 ermordet in Riga                                                                                               |        | Eintrag auf stolpersteine-hamburg.de |
| Schlüterstraße 5 ·           | Martha Seidel                          | Hier wohnte Martha Seidel Jg. 1900 deportiert 1941 Łodz ??? |        | Eintrag auf stolpersteine-hamburg.de |
| Schlüterstraße 10a ·         | Olga Rahel Rosenbaum                   | Hier wohnte Olga Rahel Rosenbaum Jg. 1866 deportiert 1942 Theresienstadt ermordet 23.8.1942                                                                                     |        | Eintrag auf stolpersteine-hamburg.de |
| Schlüterstraße 12 ·          | Isabelle Philip                        | Hier wohnte Isabelle Philip Jg. 1914 deportiert 1941 Riga ??? |        | Eintrag auf stolpersteine-hamburg.de |
| Schlüterstraße 12 ·          | Rosa Philip geb. Rosenberg             | Hier wohnte Rosa Philip geb. Rosenberg Jg. 1885 deportiert 1941 Riga ??? |        | Eintrag auf stolpersteine-hamburg.de |
| Schlüterstraße 14 ·          | Helga Mathilde Fromm geb. Löwy         | Hier wohnte Helga Mathilde Fromm geb. Löwy Jg. 1916 deportiert 1941 Minsk ???                                                                                                   |        | Eintrag auf stolpersteine-hamburg.de |
| Schlüterstraße 14 ·          | Max Fromm                              | Hier wohnte Max Fromm Jg. 1908 deportiert 1941 Minsk ??? |        | Eintrag auf stolpersteine-hamburg.de |
| Schlüterstraße 14 ·          | Hermann Josephy                        | Hier wohnte Hermann Josephy Jg. 1869 deportiert 1942 Theresienstadt ermordet 8.9.1942                                                                                           |        | Eintrag auf stolpersteine-hamburg.de |
| Schlüterstraße 14 ·          | Selma Schümann geb. Cohn               | Hier wohnte Selma Schümann geb. Cohn Jg. 1876 gedemütigt/entrechtet Flucht in den Tod 17.7.1942                                                                                 |        | Eintrag auf stolpersteine-hamburg.de Ein weiterer Stolperstein befindet sich in Hamburg-Neustadt. |
| Schlüterstraße 14 ·          | Sophie Stern geb. Fulda                | Hier wohnte Sophie Stern geb. Fulda Jg. 1894 deportiert 1941 Riga ermordet 15.12.1944 KZ Stutthof                                                                               |        | Eintrag auf stolpersteine-hamburg.de |
| Schlüterstraße 22 ·          | Lothar Bauer                           | Hier wohnte Lothar Bauer Jg. 1899 1941 KZ Fuhlsbüttel deportiert 1941 Minsk ???                                                                                                 |        | Eintrag auf stolpersteine-hamburg.de |
| Schlüterstraße 22 ·          | Jolanthe Fromm geb. Wolff              | Hier wohnte Jolanthe Fromm geb. Wolff Jg. 1911 Flucht 1939 England |        | Eintrag auf stolpersteine-hamburg.de |
| Schlüterstraße 22 ·          | Leo Lesser Jacobsohn                   | Hier wohnte Leo Lesser Jacobsohn Jg. 1881 deportiert 1941 Minsk ??? |        | Eintrag auf stolpersteine-hamburg.de |
| Schlüterstraße 22 ·          | Wilhelm Samson                         | Hier wohnte Wilhelm Samson Jg. 1875 deportiert 1941 Riga ??? |        | Eintrag auf stolpersteine-hamburg.de |
| Schlüterstraße 22 ·          | Alfred Wolff                           | Hier wohnte Alfred Wolff Jg. 1880 ermordet durch Entzug von Medikamenten 30.11.1941                                                                                             |        | Eintrag auf stolpersteine-hamburg.de Ein weiterer Stolperstein befindet sich in Hamburg-Altstadt. |
| Schlüterstraße 22 ·          | Bianca Wolff geb. Durlacher            | Hier wohnte Bianca Wolff geb. Durlacher Jg. 1887 deportiert 1942 Theresienstadt 1943 Auschwitz ???                                                                              |        | Eintrag auf stolpersteine-hamburg.de |
| Schlüterstraße 44 ·          | Betty Hirsch                           | Hier wohnte Betty Hirsch Jg. 1867 deportiert 1942 Theresienstadt ermordet in Treblinka                                                                                          |        | Eintrag auf stolpersteine-hamburg.de |
| Schlüterstraße 52 ·          | Edgar Efraim Hirsch                    | Hier wohnte Edgar Efraim Hirsch Jg. 1897 deportiert 1941 ermordet in Minsk |        | Eintrag auf stolpersteine-hamburg.de |
| Schlüterstraße 54a ·         | Carolina Henle geb. Herschel           | Hier wohnte Carolina Henle geb. Herschel Jg. 1860 deportiert 1942 Theresienstadt ermordet 1.5.1943                                                                              |        | Eintrag auf stolpersteine-hamburg.de |
| Schlüterstraße 63 ·          | Jacob Benjamin                         | Hier wohnte Jacob Benjamin Jg. 1882 deportiert 1941 Minsk ??? |        | Eintrag auf stolpersteine-hamburg.de Ein weiterer Stolperstein befindet sich in Hamburg-Eimsbüttel. |
| Schlüterstraße 63 ·          | Hans Brummer                           | Hier wohnte Hans Brummer Jg. 1925 deportiert 1941 Łodz ??? |        | Eintrag auf stolpersteine-hamburg.de |
| Schlüterstraße 63 ·          | Henny Brummer geb. Katz                | Hier wohnte Henny Brummer geb. Katz Jg. 1907 deportiert 1941 Lodz 1942 weiterdeportiert ???                                                                                     |        | Eintrag auf stolpersteine-hamburg.de |
| Schlüterstraße 63 ·          | Irma Rosel Brummer                     | Hier wohnte Irma Rosel Brummer Jg. 1926 deportiert 1941 Łodz ??? |        | Eintrag auf stolpersteine-hamburg.de |
| Schlüterstraße 63 ·          | Leo Brummer                            | Hier wohnte Leo Brummer Jg. 1888 deportiert 1941 Łodz 1942 weiterdeportiert ???                                                                                                 |        | Eintrag auf stolpersteine-hamburg.de |
| Schlüterstraße 63 ·          | Ruth Brummer                           | Hier wohnte Ruth Brummer Jg. 1929 deportiert 1941 Lodz 1942 weiterdeportiert ???                                                                                                |        | Eintrag auf stolpersteine-hamburg.de |
| Schlüterstraße 63 ·          | Hermann Jacobsohn                      | Hier wohnte Hermann Jacobsohn Jg. 1875 deportiert 1942 Theresienstadt 1942 Minsk ???                                                                                            |        | Eintrag auf stolpersteine-hamburg.de |
| Schlüterstraße 63 ·          | Alexander Jutrosinski                  | Hier wohnte Dr. Alexander Jutrosinski Jg. 1909 deportiert 1941 Minsk ??? |        | Eintrag auf stolpersteine-hamburg.de |
| Schlüterstraße 63 ·          | Helene Kalmann geb. Jacobsohn          | Hier wohnte Helene Kalmann geb. Jacobsohn Jg. 1870 deportiert 1942 Theresienstadt tot 30.9.1942                                                                                 |        | Eintrag auf stolpersteine-hamburg.de |
| Schlüterstraße 63 ·          | Hilda Kaufmann                         | Hier wohnte Dr. Hilda Kaufmann Jg. 1888 verhaftet 1941 KZ Fuhlsbüttel deportiert 1941 Riga ???                                                                                  |        | Eintrag auf stolpersteine-hamburg.de |
| Schlüterstraße 63 ·          | Jenny Kaufmann                         | Hier wohnte Jenny Kaufmann Jg. 1886 deportiert 1941 Riga ??? |        | Eintrag auf stolpersteine-hamburg.de |
| Schlüterstraße 63 ·          | Levy Wolf                              | Hier wohnte Levy Wolf Jg. 1871 deportiert 1942 Theresienstadt 1942 Minsk ??? |        | Eintrag auf stolpersteine-hamburg.de |
| Schlüterstraße 63 ·          | Rosa Zinner geb. Jacobsohn             | Hier wohnte Rosa Zinner geb. Jacobsohn Jg. 1872 deportiert 1942 Theresienstadt 1942 Minsk ???                                                                                   |        | Eintrag auf stolpersteine-hamburg.de |
| Schlüterstraße 64 ·          | Grete Blohm geb. Meyer                 | Hier wohnte Grete Blohm geb. Meyer Jg. 1886 deportiert 1944 Theresienstadt befreit                                                                                              |        | Eintrag auf stolpersteine-hamburg.de |
| Schlüterstraße 64 ·          | Voorst Dirk von Latensteiner           | Hier wohnte Voorst Dirk von Latensteiner Jg. 1886 ermordet 25.10.1943 KZ Fuhlsbüttel                                                                                            |        | Eintrag auf stolpersteine-hamburg.de |
| Schlüterstraße 77a ·         | Elsa Menken                            | Hier wohnte Elsa Menken Jg. 1885 deportiert 1942 Theresienstadt ermordet 11.6.1944                                                                                              |        | Eintrag auf stolpersteine-hamburg.de |
| Schlüterstraße 79 ·          | Samuel Meyer                           | Hier wohnte Samuel Meyer Jg. 1867 deportiert 1942 Theresienstadt 1942 Treblinka ermordet                                                                                        |        | Eintrag auf stolpersteine-hamburg.de |
| Schlüterstraße 79 ·          | Therese Meyer geb. Schickler           | Hier wohnte Therese Meyer geb. Schickler Jg. 1869 deportiert 1942 Theresienstadt 1942 Treblinka ermordet                                                                        |        | Eintrag auf stolpersteine-hamburg.de |
| Schlüterstraße 79 ·          | Augusta Möller geb. Lanzkron           | Hier wohnte Augusta Möller geb. Lanzkron Jg. 1869 deportiert 1942 Theresienstadt ermordet in Minsk                                                                              |        | Eintrag auf stolpersteine-hamburg.de |
| Schlüterstraße 80 ·          | David Steiner                          | Hier wohnte David Steiner Jg. 1871 deportiert 1941 Łodz ermordet 1.4.1942 |        | Eintrag auf stolpersteine-hamburg.de |
| Schlüterstraße 80 ·          | Elsa Steiner geb. Suchy                | Hier wohnte Elsa Steiner geb. Suchy Jg. 1881 deportiert 1941 Łodz ermordet 1942 in Chelmno                                                                                      |        | Eintrag auf stolpersteine-hamburg.de |
| Schlüterstraße 80 ·          | Marianne Steiner                       | Hier wohnte Marianne Steiner Jg. 1905 deportiert 1941 Łodz weiterdeportiert ???                                                                                                 |        | Eintrag auf stolpersteine-hamburg.de |
| Schlüterstraße 80 ·          | Robert Steiner                         | Hier wohnte Robert Steiner Jg. 1913 deportiert 1941 Łodz ??? |        | Eintrag auf stolpersteine-hamburg.de |
| Schlüterstraße 80 ·          | Heinz Wagschal                         | Hier wohnte Heinz Wagschal Jg. 1927 deportiert 1941 ermordet in Minsk |        | Eintrag auf stolpersteine-hamburg.de |
| Schlüterstraße 80 ·          | Louis Wagschal                         | Hier wohnte Louis Wagschal Jg. 1882 deportiert 1941 ermordet in Minsk |        | Eintrag auf stolpersteine-hamburg.de |
| Schlüterstraße 80 ·          | Martha Gilda Wagschal geb. Lyon        | Hier wohnte Martha Gilda Wagschal geb. Lyon Jg. 1887 deportiert 1941 ermordet in Minsk                                                                                          |        | Eintrag auf stolpersteine-hamburg.de |
| Schlüterstraße 81 ·          | Recha Oppenheim geb. Fürst             | Hier wohnte Recha Oppenheim geb. Fürst Jg. 1863 deportiert 1942 Theresienstadt 1942 Treblinka ermordet                                                                          |        | Eintrag auf stolpersteine-hamburg.de |
| Schlüterstraße 82 ·          | Hertha Basch                           | Hier wohnte Hertha Basch Jg. 1900 deportiert 1941 ermordet in Minsk |        | Eintrag auf stolpersteine-hamburg.de Ein weiterer Stolperstein befindet sich an der Grindelallee 17. |
| Schlüterstraße 82 ·          | Jeanette Basch geb. Bachrach           | Hier wohnte Jeanette Basch geb. Bachrach Jg. 1872 deportiert 1941 ermordet in Minsk                                                                                             |        | Eintrag auf stolpersteine-hamburg.de Ein weiterer Stolperstein befindet sich an der Grindelallee 17. |
| Schröderstiftstraße 16 ·     | Karl Weiland                           | Hier wohnte Karl Weiland Jg. 1914 verhaftet 1935/37/39/42 KZ Fuhlsbüttel kastriert 1940 KZ Neuengamme ermordet 27.11.1944                                                       |        | Eintrag auf stolpersteine-hamburg.de |
| Schröderstiftstraße 30 ·     | Gerda Pumpiaski                        | Hier wohnte Gerda Pumpiaski Jg. 1921 eingewiesen 1940 ‚Heilanstalt‘ Brandenburg ermordet                                                                                        |        | Eintrag auf stolpersteine-hamburg.de |
| Schröderstiftweg 20 ·        | Olga Spiro                             | Hier wohnte Olga Spiro Jg. 1875 deportiert 1942 Theresienstadt ermordet 19.4.1943                                                                                               |        | Eintrag auf stolpersteine-hamburg.de |
| Schröderstiftweg 20 ·        | Melanie Spiro geb. Samuel              | Hier wohnte Melanie Spiro geb. Samuel Jg. 1887 deportiert 1941 Minsk ??? |        | Eintrag auf stolpersteine-hamburg.de |
| Schröderstiftweg 20 ·        | Otto Spiro                             | Hier wohnte Otto Spiro Jg. 1923 deportiert 1941 Minsk ??? |        | Eintrag auf stolpersteine-hamburg.de |
| Schröderstiftweg 20 ·        | Paul Spiro                             | Hier wohnte Paul Spiro Jg. 1877 deportiert 1941 ermordet in Minsk |        | Eintrag auf stolpersteine-hamburg.de |
| Sedanstraße 21 ·             | Bela Feilmann                          | Hier wohnte Bela Feilmann Jg. 1940 deportiert 1941 ermordet in Minsk |        | Eintrag auf stolpersteine-hamburg.de |
| Sedanstraße 21 ·             | Hugo Feilmann                          | Hier wohnte Hugo Feilmann Jg. 1888 deportiert 1941 ermordet in Minsk |        | Eintrag auf stolpersteine-hamburg.de |
| Sedanstraße 21 ·             | Rosa Feilmann geb. Levinson            | Hier wohnte Rosa Feilmann geb. Levinson Jg. 1902 deportiert 1941 ermordet in Minsk                                                                                              |        | Eintrag auf stolpersteine-hamburg.de |
| Sedanstraße 22 ·             | Lieselotte Kohls                       | Hier wohnte Lieselotte Kohls Jg. 1922 deportiert 1942 ermordet in Auschwitz |        | Eintrag auf stolpersteine-hamburg.de |
| Sedanstraße 23 ·             | Joseph Bachrach                        | Hier wohnte Joseph Bachrach Jg. 1858 deportiert 1942 Theresienstadt ermordet 8.10.1942                                                                                          |        | Eintrag auf stolpersteine-hamburg.de |
| Sedanstraße 23 ·             | Fanny Leibowitz                        | Hier wohnte Fanny Leibowitz Jg. 1869 deportiert ermordet am 21.9.1942 in Minsk                                                                                                  |        | Eintrag auf stolpersteine-hamburg.de |
| Sedanstraße 23 ·             | Pauline ‚Paula‘ Romann geb. Gottschalk | Hier wohnte Pauline ‚Paula‘ Romann geb. Gottschalk Jg. 1874 deportiert 1942 Theresienstadt 1942 Treblinka ermordet                                                              |        | Eintrag auf stolpersteine-hamburg.de |
| Sedanstraße 23 ·             | Bernhard Rosenthal                     | Hier wohnte Bernhard Rosenthal Jg. 1865 deportiert 1942 Theresienstadt ermordet 20.12.1942                                                                                      |        | Eintrag auf stolpersteine-hamburg.de Ein weiterer Stolperstein befindet sich in Cuxhaven. |
| Sedanstraße 23 ·             | Dora Salomon geb. Schickler            | Hier wohnte Dora Salomon geb. Schickler Jg. 1864 deportiert 1942 Theresienstadt 23.9.1942 Minsk ???                                                                             |        | Eintrag auf stolpersteine-hamburg.de |
| Tesdorpfstraße 8 ·           | Martha Friedländer geb. Jacobi         | Hier wohnte Martha Friedländer geb. Jacobi Jg. 1865 deportiert 1943 Theresienstadt ermordet 1.9.1943                                                                            |        | Eintrag auf stolpersteine-hamburg.de Ein weiterer Stolperstein befindet sich in Hamburg-Eilbek. |
| Tesdorpfstraße 14 ·          | Leopoldine Lilienthal geb. Karlsberg   | Hier wohnte Leopoldine Lilienthal geb. Karlsberg Jg. 1869 deportiert 1942 Theresienstadt 1942 Treblinka ermordet                                                                |        | Eintrag auf stolpersteine-hamburg.de |
| Von-Melle-Park 5 ·           | –                                      | Hier wohnten in ehemaliger Beneckestraße |        | Die Inschrift dieses Stolpersteines bezieht sich auf die folgenden an derselben Adresse verlegten Stolpersteine. |
| Von-Melle-Park 5 ·           | Margarethe Behrens                     | Hier wohnte Margarethe Behrens Jg. 1890 verhaftet 1937 'Rassenschande' KZ Fuhlsbüttel Flucht 1937 Holland interniert Westerbork deportiert 1942 Auschwitz ermordet 21.9.1942    |        | Eintrag auf stolpersteine-hamburg.de |
| Von-Melle-Park 5 ·           | Frieda Benjamin                        | Beneckestraße 26 Frieda Benjamin Jg. 1884 deportiert 1941 Łodz ermordet |        | Eintrag auf stolpersteine-hamburg.de |
| Von-Melle-Park 5 ·           | Gretchen Benjamin                      | Beneckestraße 26 Gretchen Benjamin Jg. 1893 deportiert 1941 Łodz 1942 weiterdeportiert ermordet                                                                                 |        | Eintrag auf stolpersteine-hamburg.de |
| Von-Melle-Park 5 ·           | Anna Fells geb. Kallmann               | Beneckestraße 22 Anna Fells geb. Kallmann Jg. 1890 deportiert 1941 Łodz 1942 Chelmno ermordet                                                                                   |        | Eintrag auf stolpersteine-hamburg.de |
| Von-Melle-Park 5 ·           | Recha Hirsch geb. Gitkin               | Beneckestraße 20 Recha Hirsch geb. Gitkin Jg. 1898 deportiert 1941 Minsk ermordet                                                                                               |        | Eintrag auf stolpersteine-hamburg.de |
| Von-Melle-Park 5 ·           | Alexander Jutrosinski                  | Beneckestraße 50 Alexander Jutrosinski Jg. 1909 deportiert 1941 Minsk ermordet                                                                                                  |        | Eintrag auf stolpersteine-hamburg.de |
| Von-Melle-Park 5 ·           | Berthold Jutrosinski                   | Beneckestraße 50 Dr. Berthold Jutrosinski Jg. 1875 gedemütigt / entrechtet tot 26.1.1942                                                                                        |        | Eintrag auf stolpersteine-hamburg.de |
| Von-Melle-Park 5 ·           | Erna Jutrosinski geb. Frank            | Beneckestraße 50 Erna Jutrosinski geb. Frank Jg. 1886 deportiert 1942 Theresienstadt 1943 Auschwitz ermordet                                                                    |        | Eintrag auf stolpersteine-hamburg.de |
| Von-Melle-Park 5 ·           | Alfons Kahn                            | Hier wohnte Alfons Kahn Jg. 1908 im Widerstand/KPD Flucht 1933 Belgien Frankreich interniert Le Vernet Lager Tombebouc 1939 in der Resistence befreit                           |        | Eintrag auf stolpersteine-hamburg.de |
| Von-Melle-Park 5 ·           | Martin Kahn                            | Beneckestraße 22 Martin Kahn Jg. 1881 deportiert 1941 Minsk ermordet |        | Eintrag auf stolpersteine-hamburg.de |
| Von-Melle-Park 5 ·           | Irma Levie geb. Ehrenberg              | Beneckestraße 26 Irma Levie geb. Ehrenberg Jg. 1892 Flucht 1936 Holland deportiert 1942 Auschwitz ermordet                                                                      |        | Eintrag auf stolpersteine-hamburg.de |
| Von-Melle-Park 5 ·           | John Levie                             | Beneckestraße 26 John Levie Jg. 1886 Flucht 1933 Holland deportiert 1942 Auschwitz ermordet                                                                                     |        | Eintrag auf stolpersteine-hamburg.de |
| Von-Melle-Park 5 ·           | Manfred Levie                          | Beneckestraße 26 Manfred Levie Jg. 1918 Flucht 1939 Holland deportiert 1943 Zamosc ermordet                                                                                     |        | Eintrag auf stolpersteine-hamburg.de |
| Von-Melle-Park 5 ·           | Jonas Meyer                            | Hier wohnte Jonas Meyer Jg. 1861 deportiert 1942 Theresienstadt 1942 Treblinka ermordet                                                                                         |        | Eintrag auf stolpersteine-hamburg.de |
| Von-Melle-Park 5 ·           | Joseph Möllerich                       | Beneckestraße 26 Joseph Möllerich Jg. 1885 deportiert 1941 Łodz ermordet |        | Eintrag auf stolpersteine-hamburg.de |
| Von-Melle-Park 5 ·           | Selma Möllerich geb. Meyer             | Beneckestraße 26 Selma Möllerich geb. Meyer Jg. 1895 deportiert 1941 Łodz ermordet                                                                                              |        | Eintrag auf stolpersteine-hamburg.de |
| Warburgstraße 22 ·           | Franziska Corten geb. Schönfeld        | Hier wohnte Franziska Corten geb. Schönfeld Jg. 1864 deportiert 1942 Theresienstadt ermordet 1.4.1943                                                                           |        | Eintrag auf stolpersteine-hamburg.de |
| Warburgstraße 22 ·           | Martin-Heinrich Corten                 | Hier wohnte Dr. Martin-Heinrich Corten Jg. 1889 deportiert 1943 Theresienstadt ???                                                                                              |        | Eintrag auf stolpersteine-hamburg.de |
| Warburgstraße 22 ·           | Rosa Corten                            | Hier wohnte Rosa Corten Jg. 1886 deportiert 1942 Theresienstadt ermordet 21.2.1943                                                                                              |        | Eintrag auf stolpersteine-hamburg.de |
| Warburgstraße 26 ·           | Clara Goldschmidt                      | Hier wohnte Dr. Clara Goldschmidt Jg. 1886 gedemütigt/entrechtet Flucht in den Tod 9.1.1934                                                                                     |        | Eintrag auf stolpersteine-hamburg.de |
| Warburgstraße 33 ·           | Amalie de Lemos geb. Rotholz           | Hier wohnte Amalie de Lemos geb. Rotholz Jg. 1861 deportiert 1941 Riga ermordet                                                                                                 |        | Eintrag auf stolpersteine-hamburg.de |
| Warburgstraße 33 ·           | Franziska de Lemos                     | Hier wohnte Franziska de Lemos Jg. 1894 deportiert 1941 Riga ermordet |        | Eintrag auf stolpersteine-hamburg.de |